# Hochwasser und Naturkatastrophen in Sachsen
Der folgende Artikel enthält eine chronologische Listung der schwersten Hochwasser und Naturkatastrophen in Sachsen.

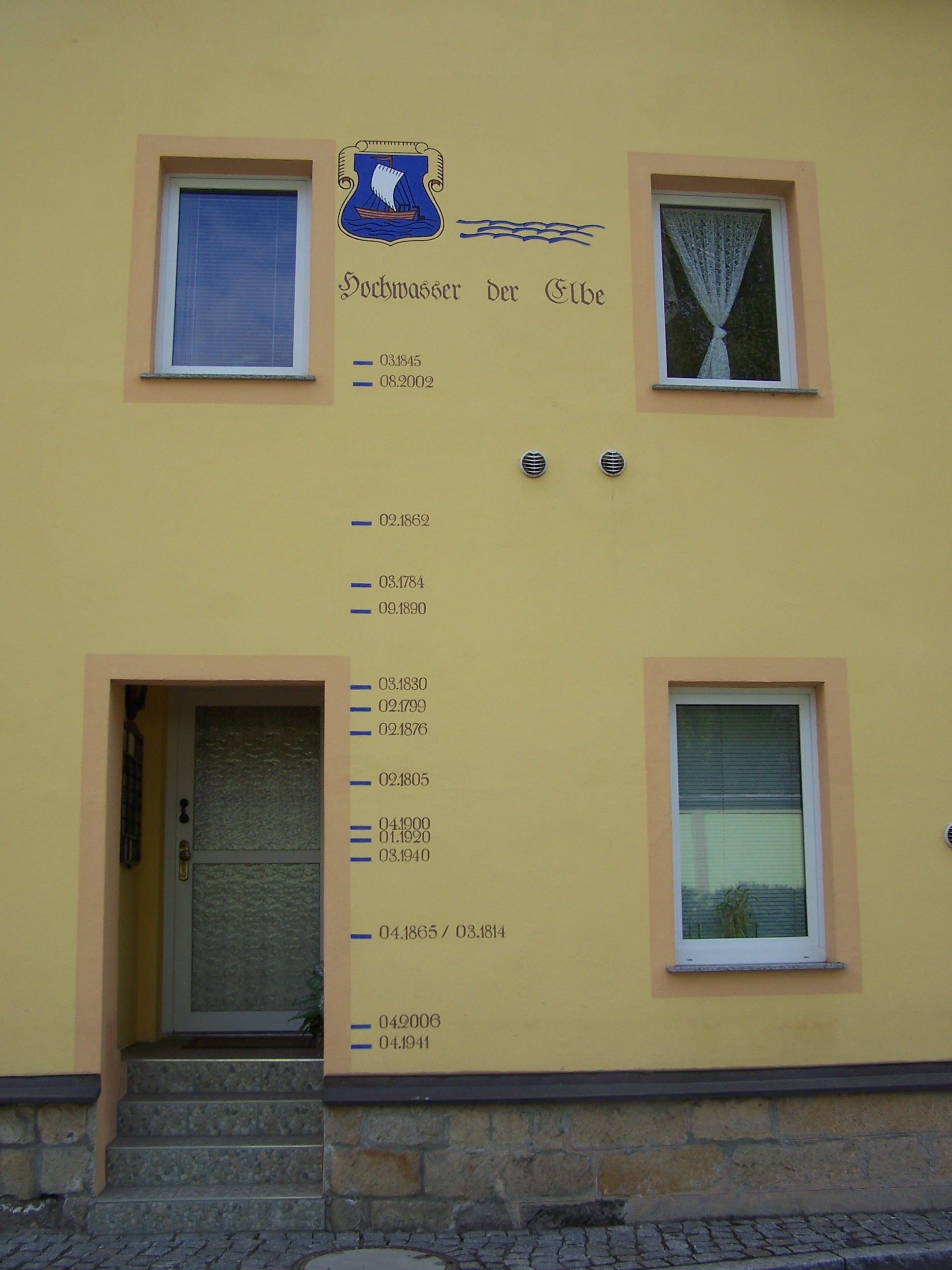
Krippen: Markierungen der Elbhochwasser (1784–2006)

## 8. Jahrhundert
- 785/8

Die Annales regni Francorum berichten, dass Karl der Große bei seinen Kriegszügen gegen die Sachsen durch große Überschwemmungen (nimium inundationes aquarum) behindert wurde.
(Es ist wahrscheinlich, dass auch im heutigen Gebiet mit dem Namen „Sachsen“ die Elbe hoch gestanden hatte, wenn elbabwärts, wo damals die ursprünglichen Sachsen wohnten, von Hochwasser berichtet wurde.)

## 10. Jahrhundert
- 11. November 962

Nach achttägigem ununterbrochenen Schneefall im Gebirge setzte Tauwetter ein, welches an vielen sächsischen Bächen und Flüssen Hochwasser hervorrief. Die Flut richtete im gesamten Bereich der Elbe bis Hamburg Schäden an.

## 11. Jahrhundert
- 1009

Die Gebiete um Elbe, Unstrut und Saale waren von sieben Tage anhaltenden Überschwemmungen betroffen. Überlieferungen zufolge soll die Zahl der Opfer so hoch gewesen sein, dass zu wenige Leute zur Beerdigung der Toten zur Verfügung standen.
- 1059

Lang anhaltende Regenfälle riefen katastrophale Überschwemmungen hervor, welche den Überlieferungen zufolge in den Augen der Bevölkerung wie eine zweite Sintflut wirkten. Die Auswirkungen waren so gewaltig, dass viele Familien sich eigene Schiffe bauten.

## 12. Jahrhundert
- 1118

Ein schweres Hochwasser zerstörte in den Städten entlang der Elbe und ihrer Nebenflüsse zahlreiche Häuser und Kirchen.
- 16. Februar 1162

Plötzlich einsetzendes Tauwetter rief in ganz Sachsen große Überschwemmungen hervor. Dabei rissen die Fluten Häuser und Menschen mit sich.
- 1196

Heftige Stürme führten in ganz Sachsen zu schweren Überschwemmungen. Chronisten berichten von komplett überfluteten Dörfern, mächtigen entwurzelten Bäumen und zahlreichen toten Menschen und Tieren.

## 13. Jahrhundert
- 22. April 1272

An der Moldau und der Elbe kam es zu größeren Überschwemmungen.
- 24. August 1275

Moldau und Elbe traten erneut in großem Stil über ihre Ufer. Dabei wurden in der Markgrafschaft Meißen ganze Dörfer weggespült.

## 14. Jahrhundert
- 1318

Beim großen Frühjahrshochwasser der Elbe wurde die Dresdner Elbbrücke schwer beschädigt. Während die steinernen Pfeiler Wasserdruck und Eisgang widerstanden, wurden die hölzernen Jochbögen weggeschwemmt. Daraufhin erhielt die Brücke beim Wiederaufbau eine komplett steinerne Wölbung. Denjenigen, die den Aufbau der Brücke unterstützten, gewährte Papst Johannes XXII. 80 Tage Ablass.
- 2. Februar 1342

Ein regenreicher Warmlufteinbruch verursacht nach vorherigem großen Schneefall schreckliche Überschwemmungen in Böhmen und Sachsen. In Prag wurde die Moldaubrücke (wahrscheinlich der Vorgängerbau der Karlsbrücke) teilweise zerstört. In Sachsen wurden zahlreiche Dörfer zerstört. Chronisten berichten, dass man „Männer und Frauen […] auf den Dächern, Kinder in den Wiegen rettungslos fortschwimmen (sah)“.
- Juli 1342

Am St. Magdalenentag des Jahres 1342 – das entspricht dem 21. Juli nach unserer Zeitrechnung – wurde Mitteleuropa vom vermutlich größten Hochwasser dieses Jahrtausends heimgesucht. Nach längerer Trockenheit folgte ein „zwei Tage anhaltender außerordentlicher Wolkenbruch“. Damals stand das Wasser des Mains in Würzburg bis nahe an den Dom. Aus der Rheinregion wird berichtet, dass im Mainzer Dom „das Wasser einem Mann bis zum Gürtel stand“ und man in Köln mit Booten über die Stadtmauer fahren konnte. In den Chroniken von Regensburg, Passau und Wien wird das Magdalenenhochwasser als katastrophales Donauhochwasser beschrieben. Das Gleiche trifft auf Mosel, Moldau, Elbe, Werra, Unstrut und Weser zu. Selbst Kärnten und die Lombardei wurden vom Hochwasser heimgesucht.

„In diesem Sommer war eine so große Überschwemmung der Gewässer durch den ganzen Erdkreis unserer Zone, die nicht durch Regengüsse entstand, sondern es schien, als ob das Wasser von überall her hervorsprudelte, sogar aus den Gipfeln der Berge,… und über die Mauern der Stadt Köln fuhr man mit Kähnen […] Donau, Rhein und Main […] trugen Türme, sehr feste Stadtmauern, Brücken, Häuser […] und die Bollwerke der Städte davon. […] und die Schleusen des Himmels waren offen, und es fiel Regen auf die Erde wie im 600. Jahre von Noahs Leben, […] ereignete es sich in Würzburg, daß dort der Main mit Gewalt die Brücke zertrümmerte und viele Menschen zwang, ihre Behausungen zu verlassen.“

## 15. Jahrhundert
- 22. Juli 1400

Ein Elbhochwasser riss in Dresden einen Pfeiler der Elbbrücke weg.
- 5. August 1413

Überschwemmungen von Elbe und Triebisch riefen in Meißen schwere Schäden hervor. Dabei wurden Teile der Elbbrücke weggeschwemmt. In Großenhain zerstörten die Wassermassen der Röder die Brücke.
- 1427

Hochwasser in Pirna (Aufzeichnung des Pirnaer Mönchs Johannes Lindner)
- 1430

Hochwasser traten in den Gebieten von Elbe, Saale, Mulde und vielen anderen Wasserläufen in Sachsen auf.
- 22. Juli 1432

Weite Teile Sachsens und Böhmens waren von größeren Überschwemmungen betroffen, die fünf Tage lang anhielten. Dabei wurden entlang von Mulde und Neiße unter anderem die Brücken in Grimma und Görlitz zerstört. In Pirna stand das Wasser der Elbe bis zum Oberteil des Elbtores. In zahlreichen Städten wurde die Bausubstanz schwer in Mitleidenschaft gezogen. In Görlitz spülte die Neiße Mühlen, Häuser, das Hospital und die Kirche zum Heiligen Geist weg. Auch in Grimma fielen mehrere Wassermühlen den Fluten zum Opfer.
- 1433

Eine Muldehochflut zerstörte erneut in Grimma alle Mühlen.
- 1445

Südlich von Dresden ging ein starker Wolkenbruch nieder. Durch seine Wassermassen schwoll der Kaitzbach stark an, welcher in den heutigen Dresdner Stadtteilen Mockritz, Leubnitz und Strehlen Häuser mit fortriss. In Dresden verursachte der Kaitzbach einen Dammbruch, wodurch die Vorstadt um die Frauenkirche überschwemmt wurde.
- 1445

Chroniken berichten erstmals von einem Hochwasser der Weißeritz. In Plauen reicht der Wasserstand der Weißeritz bis an den Hahneberg. Westlich der Dresdner Stadtmauer überschwemmt die Weißeritz Auen und richtet großen Schaden an Gebäuden in Fischersdorf und der Viehweiden-Gemeinde an.
- 24. August 1471

Ein überraschendes Hochwasser von Triebisch und Meise beschädigte in Meißen den Grundbau der Wolfgangskirche schwer. Vier Arbeiter kamen bei der Flut ums Leben.
- 1491

Chronisten berichten von großen und plötzlich auftretenden Überschwemmungen an zahlreichen sächsischen Gewässern. Dabei rissen die Fluten der Mulde und des Lungwitzbaches in Niederlungwitz und Zwickau 44 Menschen in den Tod.
- 27. Juni 1498

Im Osterzgebirge verursacht ein Hochwasser der Weißeritz schwere Schäden.

## 16. Jahrhundert
- 16.–18. August 1501

Die Elbe wurde, verursacht von einem neuntägigen Regen in Böhmen, von einem schweren Hochwasser heimgesucht. In Pirna erreichte das Wasser die Kanzel der Klosterkirche, während es die Dresdner Brücke fast überflutete. Angeblich konnte man von letzterer aus das Wasser mit der Hand fassen. In der Landeshauptstadt erreichte die Elbe am 16. August einen Stand von 8,57 Meter (Durchfluss 5000 Kubikmeter je Sekunde). In Meißen stand das Wasser 12 Ellen und 10 Zoll über den mittleren Stand.
- 7. August 1506

Eine von einem Wolkenbruch ausgelöste Flut der Triebisch zerstörte einige Häuser und Scheunen. Die Meißner Stadtmauer wurde durch den Anprall von fünf klaftergroßen Bäumen schwer beschädigt.
- 1510

Die Elbe führte Hochwasser. In Pirna wurden weite Teile der Innenstadt überflutet, der Markt stand komplett unter Wasser.
- 1530

Chronisten berichteten, dass entlang der Weißeritz und weiterer Gebirgsflüsse schwere Hochwasser auftraten.
- 1533

Entlang von Elbe, Gottleuba und Seidewitz ereigneten sich große Überschwemmungen. Die Seidewitz zerstörte in Liebstadt mehrere Häuser und spülte die Trümmer bis nach Pirna.
- 1538

An der Weißeritz und weiteren Gebirgsflüssen kam es erneut zu schweren Überflutungen.
- 1539

Ein Hochwasser der Mulde zerstörte in Penig eine Brücke. Dabei kam ein Mensch ums Leben.
- 1547

Der Pirnaer Chronist Petermann berichtete von einem Sturm, bei dem „zum Altenberge in einem Wirtshause auf der Hochzeit 30 Junggesellen und 40 Jungfern […] sind weggeführet worden, dass man bis auf diesen Tag von selbigen nichts mehr zu sehen bekommt.“
- 15. November 1552

Nahe Königstein kamen bei einem durch einen plötzlichen Starkregen verursachten Hochwasser des Mühlwassers (Biela) 107 Menschen ums Leben. Ein Kind soll von der Elbe unversehrt bis Pirna mitgeführt worden sein.
- 21. Juli 1552

Entlang der Gottleuba ereignet sich eine Hochwasserkatastrophe.
- 1559

Ein schwerer Wolkenbruch überschwemmte weite Teile des Müglitztales und setzte einige der Bergbaugruben um Altenberg und Glashütte unter Wasser. Der Chronist berichtet, dass „[…]ein Hochwasser großen Schaden an Mühlen, Rosten, Wegen und zurechtgemachten Zinnsteinen gebracht (hat).“
- 21. Juli 1560

Große Überschwemmungen ereigneten sich an der Seidewitz, der Gottleuba und der Elbe.
- 1564

Ein Hochwasser der Elbe verursachte im oberen Elbtal größere Schäden. Die Macht der Wassermassen schwemmte in Pirna sogar Mühlsteine fort.
- 1565

Ein Elbhochwasser mit starkem Eisgang verursachte beträchtliche Schäden an den Brücken in Dresden, Meißen und Torgau. In Wittenberg brach die Elbbrücke zusammen und riss zahlreiche Studenten, welche sich als Schaulustige auf ihr befanden, in den Tod.
- 20. Juli 1565

Ein Wolkenbruch zerstörte in Crottendorf 14 Häuser. 13 Menschen ertranken in den Wassermassen. In Wiesa wurden 8 Häuser und die Mühlen zerstört. Hier starben 17 Menschen.
- 13. August 1568

Weite Teile des Erzgebirges waren von heftigen Niederschlägen betroffen. In und um Schneeberg versanken 24 Wohnhäuser, 9 Viehställe und 7 Scheunen in den Fluten. Zahlreiche Bergwerke soffen ab. 24 Tote waren zu beklagen. Im benachbarten Schlema wurde die Kirche und ein Wohnhaus weggeschwemmt, dabei starben acht Menschen. Im Hüttengrund ertranken 7 Menschen in den Wassermassen, auch hier soffen zahlreiche Zechen ab.
- 1569

Seidewitz, Gottleuba und Elbe führten erneut Hochwasser.
- 13. August 1573

Überschwemmungen an kleineren Elbnebenflüssen richteten in der Nähe von Pirna große Schäden an. Dabei wurden Mühlen weggeschwemmt und Menschen ertranken. In Pirna wurden Leichen vom Friedhof ausgeschwemmt. Zwickau, Schneeberg, Penig, Frankenberg, Rochlitz, Grimma, Eilenburg, Pegau und weitere Orte im Muldegebiet erlitten schwere Schäden durch die Mulde und die Zschopau. Auch in Sebnitz traten schwere Schäden auf.
- 26. Juni 1586

Die sogenannte Wasserflut vom Pfaffenberg (Pfaffenstein) zerstörte in Königstein zehn Häuser.
- 17. August 1595

An zahlreichen sächsischen Wasserläufen traten Überschwemmungen auf. Einen besonders hohen Pegel erreichte die Neiße. Hier wurde in Görlitz ein Stand von neun Ellen über dem mittleren Wasserstand gemessen. In Zittau beschädigten die Fluten Teile der Stadtmauer, in der Stadt selbst kamen 31 Menschen ums Leben.
- 13. August 1598

Ein Hochwasser der Weißeritz überflutete die Wilsdruffer Vorstadt in Dresden.

## 17. Jahrhundert
- 1602

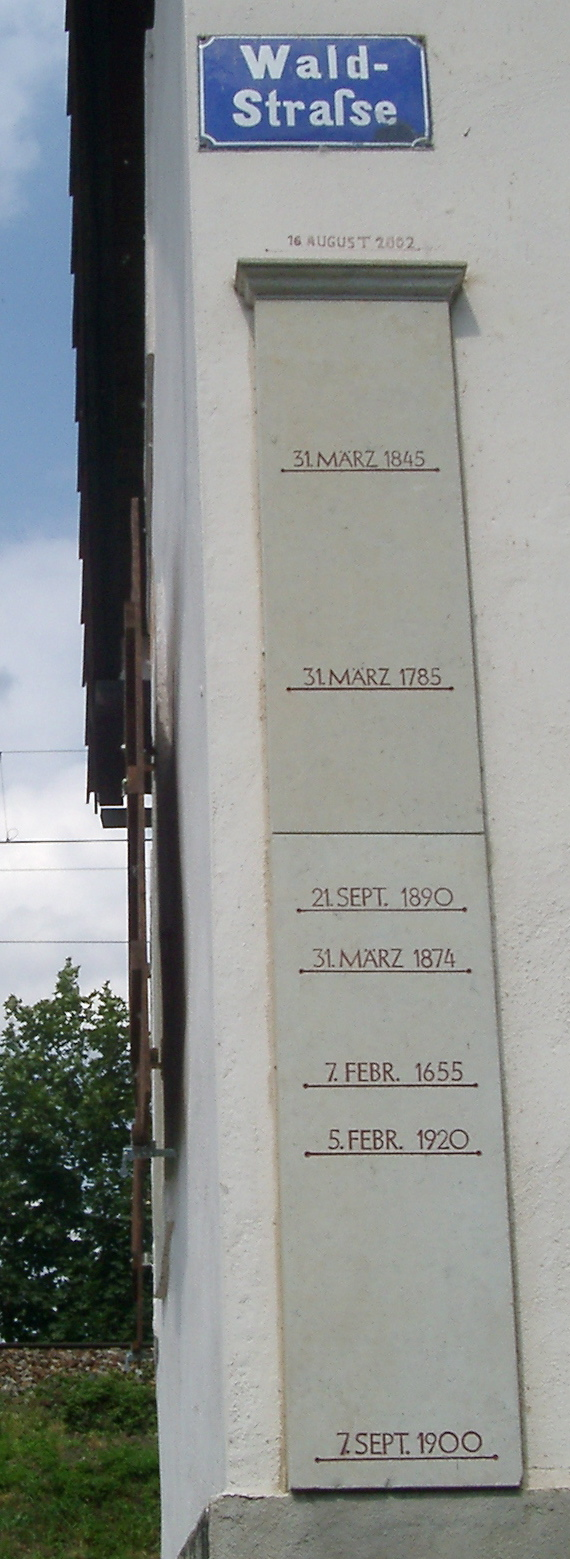
Hochwassermarken der Elbe (1655–2002) in Pirna

Langanhaltender Regen ließ die Wasserstände der sächsischen Gewässer stark ansteigen.
- 15. Mai 1622

Ein Unwetter verursacht ein Hochwasser der Rachel in Clausnitz. Dabei starben 27 Menschen, 13 Häuser wurden zerstört.
- 17. Mai 1622

Ein Unwetter verursacht ein Hochwasser in Dorfchemnitz, bei dem drei Häuser weggerissen werden und 7 Menschen ums Leben kommen.
- 28. Mai 1617

Ein Hochwasser der Biela vernichtete zahlreiche Mühlen und Hammerwerke. In Königstein wurden eine Brücke und sieben Häuser zerstört.
- 6. August 1629

Die Kirnitzsch riss alle Mahlmühlen und Sägewerke, mit Ausnahme der Mittelndorfer Mühle, weg. Die drei Hauptschützen in Bad Schandau wurden ebenfalls zertrümmert.
- 3. Januar 1651

Nach ergiebigem Schneefall setzte starkes Tauwetter, begleitet von starkem Regen, ein. Die Elbe und ihre Nebenflüsse „[…] brachten eine Überschwemmung über’s ganze Land, wie sich einer solchen die ältesten Leute nicht zu erinnern wußten.“' In Pirna stand die Innenstadt bis zum Markt unter Wasser. Sebnitz erlitt durch den gleichnamigen Fluss schwere Zerstörungen. Die Weißeritz konnte durch den Eisgang der Elbe nicht abfließen und überschwemmte in Dresden die ganze Gegend vor dem Wilsdruffer Tor. In der Landeshauptstadt erreichte die Elbe am 3. Januar einen Stand von 7,55 Meter (Durchfluss 3200 Kubikmeter je Sekunde).
- 20. Juli 1652

Durch Hagel wurde in Zinnwald die gesamte Getreideernte vernichtet.
- 7. Februar 1655

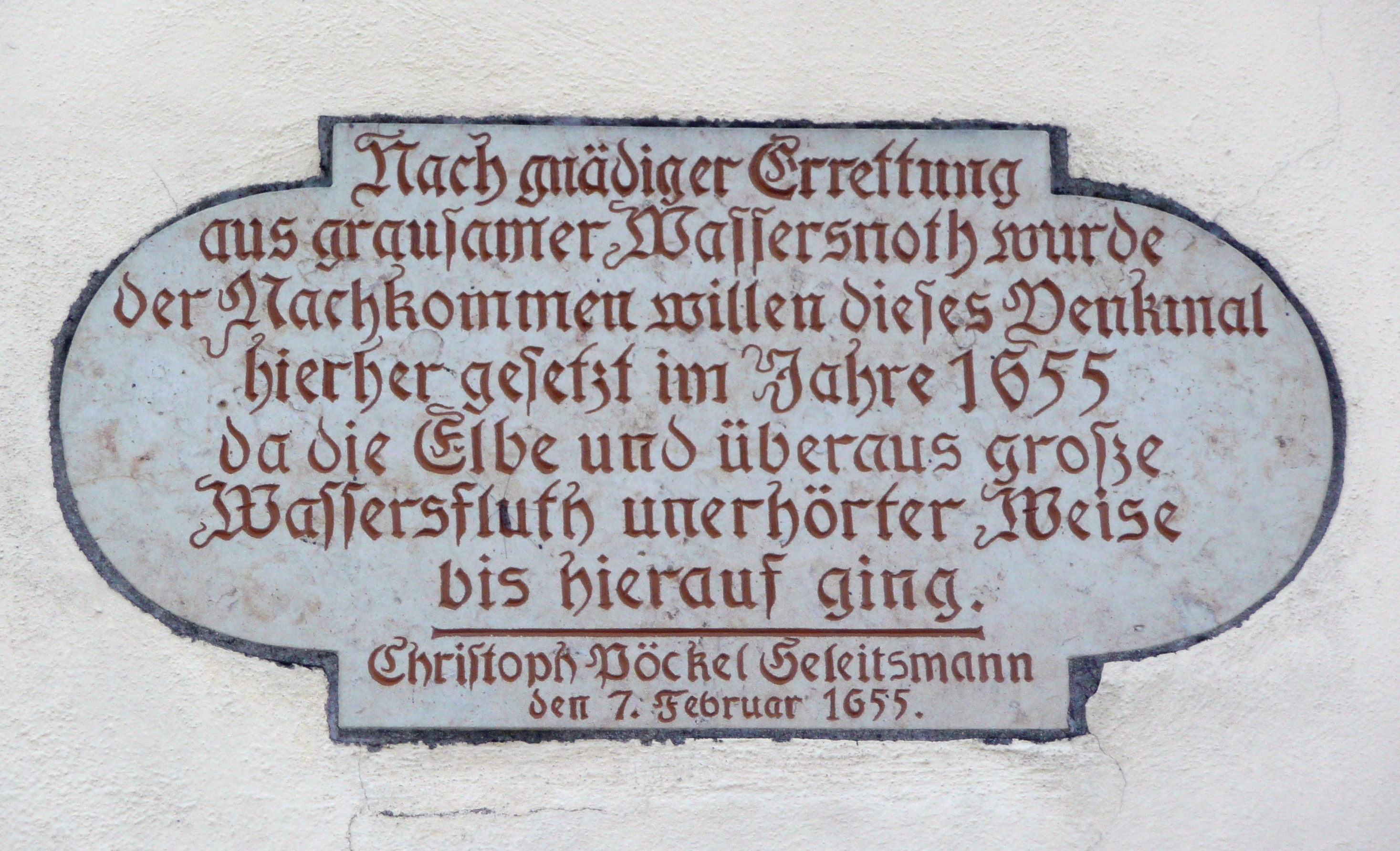
Hochwassermarke des Elbhochwassers vom 7. Februar 1655 in Pirna

Die Elbe erfuhr ihr schwerstes Hochwasser im 17. Jahrhundert. Auslöser war plötzlich einsetzendes und von starken Regenfällen begleitetes Tauwetter, welches den seit 22. Januar zugefrorenen Fluss aufbrach und zu Eisstau führte. In Pirna überflutete der Fluss die komplette Innenstadt. Hier konnten sich die Bewohner nur noch mit Kähnen fortbewegen. Angeblich führte das Wasser eine Wiege mit Kleinkind bis nach Dresden fort. Hier erreichte die Elbe am 7. Februar einen Pegel von 8,38 Meter (Durchfluss 4800 Kubikmeter je Sekunde). Über die Schäden berichtet ein Pirnaer Chronist: „Was in diesem Wasser vor Menschen, Häuser und Gebäude umgekommen und was sonderlich im Niederlande für Schaden sonst an Feldern, Gärten und Wiesen geschehen, ist unbeschreiblich.“
- 3.–6. August 1661

Nach zwei Wochen heftigem Regen schwollen die Bäche und Flüsse im Westerzgebirge wie Große Mittweida, Zschopau, Schwarzwasser und Zwickauer Mulde über 6 Ellen an und verursachten starke Verwüstungen an den Dörfern und Städten. Insbesondere die nach dem Dreißigjährigen Krieg gerade wieder in Gang gekommenen Hammerwerke in den Flusstälern wurden durch das Hochwasser wieder komplett zerstört. Über die Ereignisse berichtet Christian Lehmann: „Anno 1661 hatte es im Julio biß zu desselben Ende 14 Tage lang hefftig geregnet und alle Bäche angeschwellet. Den. 2. Augusti aber fieng es noch hefftiger an und fielen in Tag und Nacht 24 Güsse auf einander, davon die Bächer über ihre Ufer giengen und wuchsen den 3., 4., 5. Augusti von anhaltendem Regen und Donnerwettern, daß sie biß auf 6 Ellen hoch gestiegen und unbeschreiblichen Schaden gethan.“ In Eibenstock zerstörten die Fluten am 6. August 8 Häuser, weitere 28 wurden durch Unterspülung stark beschädigt. Eine Frau ertrank. In der Stadt sowie an den Hammerwerken Unterblauenthal und Sosa entstand ein Schaden von 10.000 Talern.
- 15.–16. Juni 1666

In der Oberlausitz gingen starke Gewitter und Wolkenbrüche nieder. Dadurch wurden in Hennersdorf, Varnsdorf, Hermsdorf, Taubenheim, Ottendorf, Zittau und Görlitz Häuser mitsamt ihren Bewohnern sowie dem Vieh von der Spree, der Neiße bzw. der Queis weggeschwemmt.
- 13. Juli 1695

Bei einem Gewitter brannten in Wolkenstein infolge Blitzeinschlag 19 Häuser und 15 Scheunen nieder. Dabei kam eine Frau ums Leben.

## 18. Jahrhundert
- 30. Juli 1703

Lang anhaltende Regenfälle führten zu Überschwemmungen entlang der Flüsse und Bäche im Osterzgebirge. In Beerwalde richtete die Wilde Weißeritz große Schäden an. Am 2. August überfluteten Gottleuba und Seidewitz die Stadt Pirna. Dabei wurde die in der Vorstadt in Scheunen gelagerte Ernte größtenteils vernichtet.
- 22. Juni 1714

Bei Nixdorf (Mikulášovice) ging ein großer Wolkenbruch nieder. In Sebnitz zerstörte das Wasser die Brücke und schwemmte 16 Häuser und 15 Scheunen (nach anderen Quellen 14 Häuser und elf Scheunen) weg. Fünf Menschen ertranken. Durch die Kirnitzsch erlitt Bad Schandau schwere Schäden.
- 1771

Aus diesem Jahr berichteten die Chronisten von zwei großen Überschwemmungen, von denen nahezu alle sächsischen Flüsse betroffen waren. Verursacht wurden die Fluten von großen Schneefällen, plötzlichem Tauwetter und starkem Regen. Neben den großen Flüssen traten auch kleinste Bäche im großen Stil über die Ufer und überschwemmten weite Flächen. Dadurch wurden zahlreiche Obst- und Waldbestände schwer beschädigt. Durch die Mulde stand Zwickau wochenlang unter Wasser, so dass Beerdigungen nicht vorgenommen werden konnten. In Dresden erreichte die Elbe am 6. Juni einen Stand von 7,15 Meter (Durchfluss 2700 Kubikmeter je Sekunde).
- 4. Februar 1783

Durch ein Hochwasser brach der Damm des Filzteiches nahe Schneeberg. Die Flutwelle ergoss sich über die Siedlungen Zschorlau und Auerhammer und zerstörte dabei vier Häuser komplett und 21 zum Teil. 18 Menschen wurden in den Tod gerissen.
- Februar/März 1784

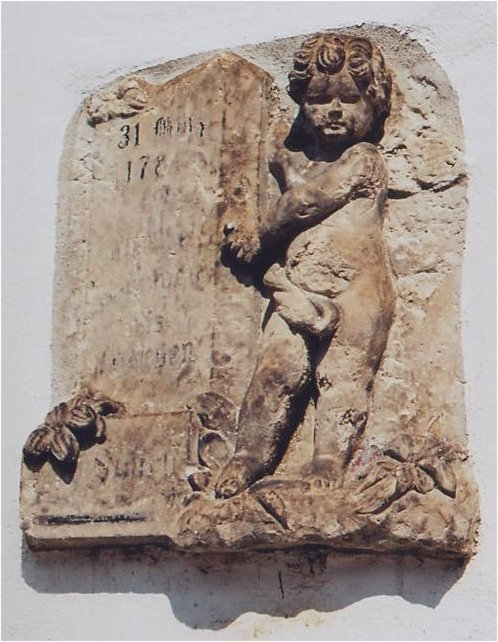
31. März 1784 ist die Elbe gegangen bis an diesen Strich – Hochwassermarke in Pirna

Ende Februar / Anfang März ereignete sich im Elbtal eines der schwersten je aufgezeichneten Frühjahrshochwasser. Ausgelöst wurde es durch plötzlich einsetzendes Tauwetter nach dem langen und strengen Winter 1783/84. Das Eis auf der wochenlang zugefrorenen Elbe brach rasch auf, der Wasserstand stieg pro Stunde um bis zu 32 Zentimeter und erreichte in Dresden am 1. März einen Stand von 8,57 Meter (Durchfluss 5200 Kubikmeter je Sekunde). Das war der höchste Stand seit 1655. Im gesamten Elbtal wurden Städte und Dörfer großflächig unter Wasser gesetzt. In Dresden stand das Wasser im Hof des Zwingers einen Meter hoch. Die Zerstörungskraft der Flut war durch die Wucht des mitgeführten Treibgutes und der Eisschollen besonders groß. In Dresden und Meißen wurden die Elbbrücken schwer beschädigt. Während in zahlreichen Orten das Vieh nicht gerettet werden konnte, war die Zahl der Todesopfer angesichts der Schwere der Flut vergleichsweise gering. In Meißen starben neun Menschen in den Fluten. Die Elbe floss bereits am 6. März wieder in ihrem angestammten Flussbett. Einsetzender Frost überzog die überfluteten Häuser und Flächen mit einer Eisschicht; dies erschwerte die Aufräumarbeiten.
- 1799

Plötzlich einsetzendes Tauwetter und Eisstau verursachten eines der schwersten je aufgezeichneten Frühjahrshochwasser der Elbe. Am 24. Februar wurde in Dresden ein Wasserstand von 8,24 Meter gemessen (Durchfluss 4400 Kubikmeter je Sekunde). Gewaltige Eisschollen, die zum Teil über einen halben Meter dick und fünf Meter lang bzw. breit waren, verursachten schwere Schäden.

## 19. Jahrhundert
- 1. September 1822

Im Basteigebiet zwischen Wehlen und Lohmen ging ein schwerer Wolkenbruch nieder. Dabei wurde in Wehlen eine Frau getötet und vier Häuser sowie zwei Brücken zerstört. In Lohmen stand die Dorfstraße innerhalb von nur fünf Minuten über 50 Zentimeter unter Wasser. Hier waren zahlreiche Häuser infolge Unterspülung einsturzgefährdet.
- 25. Juni 1824

Im Quellgebiet der Gottleuba ereignete sich nach mehrtägigem Landregen ein Starkregenereignis. Dadurch wurden im gesamten Tal schwere Schäden verursacht. In Pirna spülte die Flut die Breite Straße über 50 Zentimeter tief aus. In Dresden erreichte die Elbe am 28. Juni einen Stand von 7,53 Meter (Abfluss: 3169 m³/s).
- 22. Juli 1834

Nach heftigen Regenfällen tritt am Nachmittag des 22. Juli 1834 in Plauen der Syrabach über die Ufer. Die Wassermassen stauen sich mitsamt mitgeführtem Treibgut, insbesondere der Holzstämmer der Lohmühle, an einem Stadttor der Stadtmauer, bringen diese schließlich zum Einsturz und ergießen sich in die Stadt. Insgesamt zerstören die Wassermassen an diesem Tag 17 Häuser, weitere 15 Häuser sind abrissreif und 44 Gebäude sind schwer beschädigt. In den Fluten sterben 26 Menschen, darunter 8 Kinder.
- März/April 1845

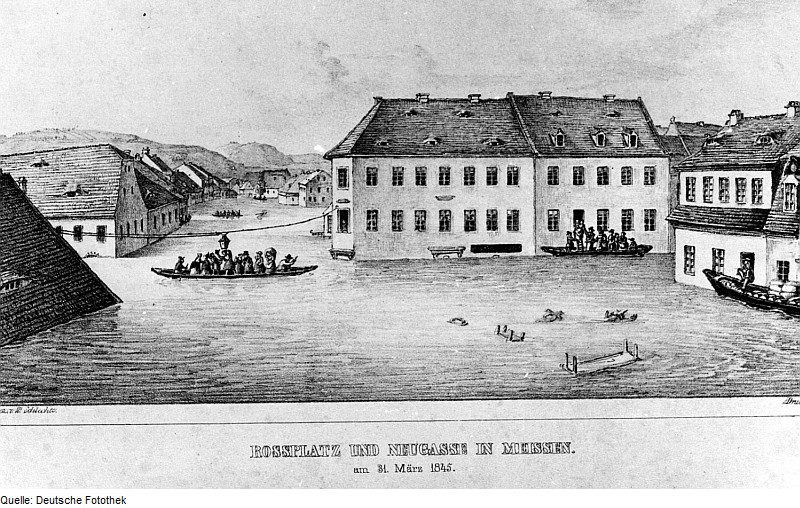
Meißen: Roßplatz und Neugasse am 31. März 1845

Ausgelöst durch plötzliches Tauwetter entwickelte sich an der teils über 1,5 Meter dick zugefrorenen Elbe die sogenannte „Sächsische Sintflut“, das größte Elbhochwasser des 19. Jahrhunderts. Nach dem Eisaufbruch verbreiterte sich der Fluss in Bad Schandau auf 250 Meter (normale Breite etwa 110 Meter). Daraufhin wurde ein Großteil der Häuser der Innenstadt bis zum zweiten Stock überflutet. In der Kirche stand das Wasser bis an den oberen Rand der Kanzel. Pirnas Altstadt stand am 30. März zu 75 % unter Wasser. In Dresden verursachte Treibgut am 31. März den Zusammenbruch eines Pfeilers der Augustusbrücke. Insgesamt überflutete die Elbe, die am gleichen Tag mit 8,77 Metern ihren Höchststand erreichte (Abfluss: ca. 5250 m³/s), knapp 31 Quadratkilometer des Stadtgebietes. Unterhalb des ebenfalls weitgehend überschwemmten Meißen verursachten brechende und überflutete Deiche großflächige Überschwemmungen. Die bei diesem Winterhochwasser erreichten Rekordpegelstände wurden erst durch die Wasserstände beim Elbehochwasser 2002 übertroffen. Wichtigstes Ergebnis des Elbhochwassers von 1845 waren die ab 1861 einsetzenden Arbeiten zur Regulierung des Flusslaufes. Für die ab Dezember 1845 erbaute Bahnstrecke Dresden–Děčín wurde im Elbtal eine Trasse konzipiert, die „drei Fuß österreichisches Maß“ über dem Pegel des Elbhochwassers vom März 1845 lag.
- 29.–31. Juli 1854

Die Flussgebiete von Mulde, Mandau und Neiße wurden von Überschwemmungen heimgesucht. In Glauchau stand die Unterstadt unter Wasser, mehrere Menschen kamen ums Leben. In Penig zerstörte die Flut 40 Häuser und machte 205 Menschen obdachlos. In Ostsachsen traten Schäden in Seifhennersdorf, Oderwitz und Zittau auf.
- 31. Juli – 3. August 1858

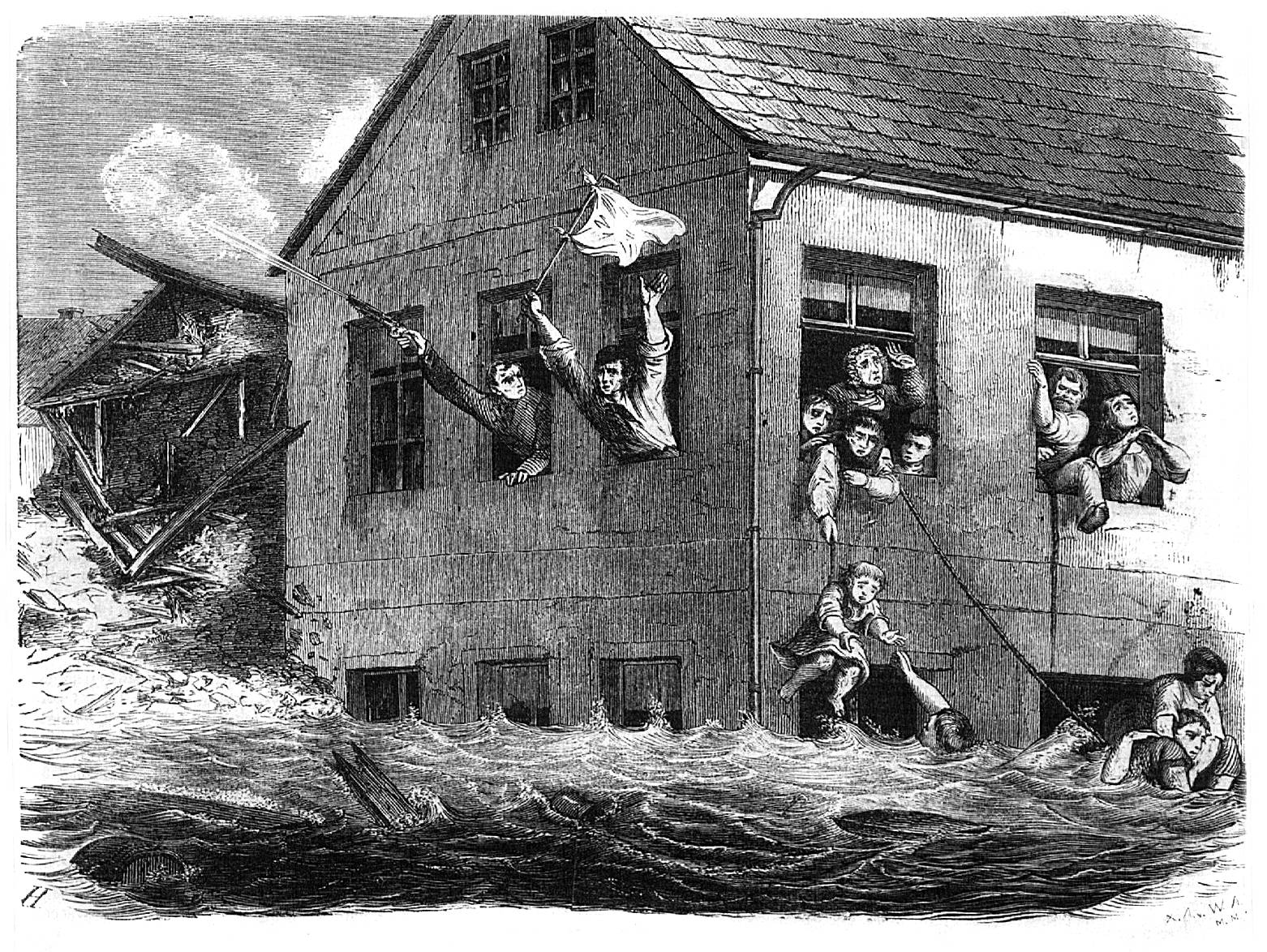
Rettungsszene in der Glauchauer Neugasse (1858)

Mehrtägige Regenfälle verursachten im Gebiet der Zwickauer Mulde Überschwemmungen, von denen besonders Aue, Zwickau und Glauchau betroffen waren. Insgesamt wurden hier 142 Gebäude zerstört bzw. mussten nach Beschädigungen abgetragen werden. Todesopfer waren nicht zu beklagen.
- 27. August 1860

In den Abendstunden entlud sich über Leipzig und der näheren Umgebung ein schweres Hagelunwetter. Dabei wurden ca. 12.000 Gebäude beschädigt, mehrere Hunderttausend Glasscheiben gingen zu Bruch. Der direkte Schaden wurde auf wenigstens 1,5 Millionen Taler beziffert.
- 3. Februar 1862

In Dresden erreichte die Elbe einen Stand von 8,24 Meter (Abfluss: 4493 m³/s).
- 6. April 1865

Ein Hochwasser der Wilden Sau überflutete Wilsdruff. Die Straßen der Innenstadt waren nur noch mit Booten und Kähnen befahrbar.
- 14. Juni 1880

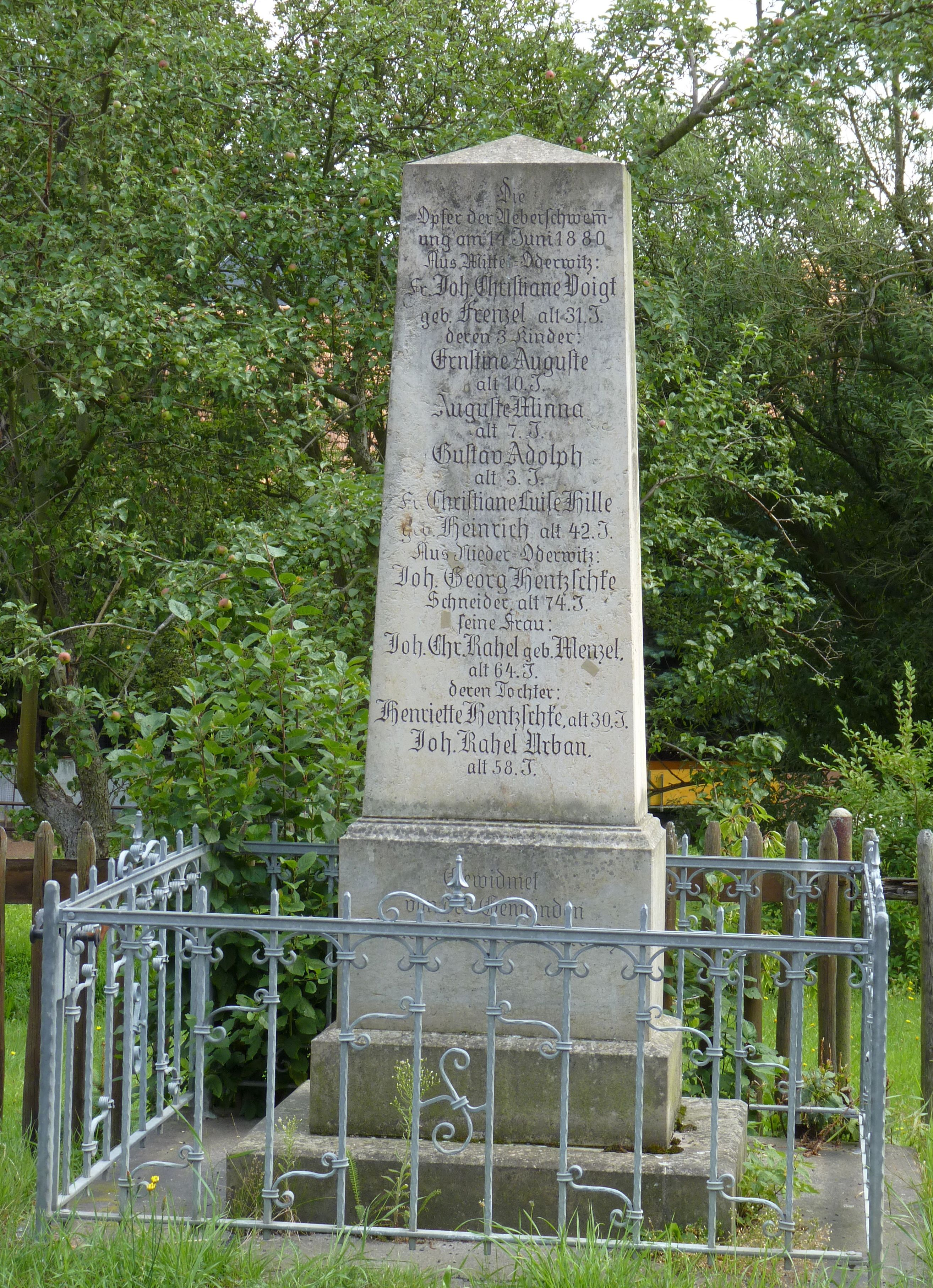
Gedenkstein für die Hochwasseropfer des Landwassers in Oderwitz

Bereits am Abend des 13. Juni 1880 setzten im Gebiet des Eigenschen Kreises im Flussgebiet der Lausitzer Neiße andauernde Regenfälle ein, die sich im Laufe des 14. Juni zu mehreren Wolkenbrüchen steigerten. Die dadurch verursachten Überschwemmungen betrafen in zwei Flutwellen insbesondere die Ortschaften entlang der Pließnitz zwischen Rennersdorf/O.L. und Nickrisch sowie die Ortschaften entlang des Landwassers und im weiteren Verlauf der Mandau. Abschnittsweise erreichte der Wasserstand der Pließnitz innerhalb von 15 Minuten eine Höhe von 6 Metern. An der Rittermühle in Rennersdorf wurde ein Wasserstand von 4,15 Metern, am Sandmühlplatz in Bernstadt a. d. Eigen ein Stand von 2,79 Metern erreicht. In Oderwitz erreichte das Landwasser sogar eine Wasserhöhe von 9 Metern. Die Wassermassen zerstörten und beschädigten zahlreiche Gebäude und Brücken. Allein in Schönau auf dem Eigen wurden vier Wohnhäuser, drei Scheunen und neun Schuppen zerstört. 12 weitere Gebäude waren so stark beschädigt, dass sie nach der Flut abgetragen werden mussten. 99 weitere Gebäude wiesen schwere Beschädigungen auf und 42 Familien mit 137 Personen waren obdachlos geworden. In Ruppersdorf/O.L. wurden vier Häuser weggerissen, in Rennersdorf rissen die Fluten 11 Häuser weg und brachten weitere 23 Gebäude zum Einsturz. In Bernstadt a. d. Eigen wurden 7 Häuser weggeschwemmt und 20 Gebäude stürzten ein. Schwere Verwüstungen waren auch in Oderwitz zu verzeichnen, hier wurden 11 Gebäude weggespült, 7 Häuser stürzten ein, 29 Gebäude galten nach der Flut als einsturzgefährdet und 78 Häuser waren stark beschädigt. In Zittau überflutete die Mandau am Abend des 14. Juni die untere Hälfte der Stadt (u. a. Hältergasse, Obere Gasse, Grottauer Straße). Weitere Wassermassen brachte hier die Lausitzer Neiße aus Böhmen mit, da auch hier Starkniederschläge niedergegangen waren. In Ostritz zerstörten die Neißefluten den Bahndamm der Neißetalbahn und überfluteten das Kloster St. Marienthal. Das Neißetal wurde zwischen Leuba und Görlitz großflächig unter Wasser gesetzt. Aufgrund der kurzen Vorwarnzeit verursacht durch die kurze Zeitspanne zwischen dem Einsetzen des Niederschlags und dem Auflaufen des Hochwasserscheitels forderte die Flut zahlreiche Todesopfer. Über ihre genaue Anzahl gibt es unterschiedliche Angaben, zeitgenössische Quellen nennen 64 Tote (Schönau 3 Tote, Ruppersdorf 1 Toter, Rennersdorf 16 Tote, Bernstadt 12 Tote, Oderwitz 13 Tote, Kunnersdorf auf dem Eigen 12 Tote, Bernsdorf 2 Tote, Kiesdorf auf dem Eigen 1 Toter, Zittau 3 Tote, Altbernsdorf auf dem Eigen 1 Toter), neuere Zeitungsberichte geben hingegen sogar mehr als 100 Tote an.
- 28. Mai 1881

Nach wolkenbruchartigen Niederschlägen im Raum um Höckendorf und Ruppendorf führten Wiederitz, Schloitzbach, Poisenbach und Weißeritz Hochwasser. Die Wassermassen zerstörten in den Orten entlang der Bäche und Flüsse zahlreiche Häuser. In Niederhäslich starben bei einem Gebäudeeinsturz zwei Kinder. In Potschappel kamen beim Einsturz der Weißeritzbrücke drei Menschen ums Leben. Auch in Weißig gab es Todesopfer. Die Gesamtschadenssumme belief sich auf knapp 282.000 Mark.
- 9. Juni 1882

Gegen 21:00 Uhr ging über Mittelgelenau ein Wolkenbruch mit starkem Hagel nieder. Der Dorfbach schwoll in kürzester Zeit an, trat über seine Ufer und beschädigte Häuser, Felder, Straßen und Wege. In den Wassermassen ertranken 10 Menschen, darunter fünf im Einsatz befindliche Feuerwehrleute. An ihren Tod und das Hochwasser erinnert das Feuerwehrdenkmal in Gelenau.
- 8./9. August 1890

Wasserhosen und zwei schwere Gewitter verursachten in den Nachmittags- und Abendstunden schwere Überschwemmungen im Bereich von Lockwitzbach, Müglitz und Gottleuba. Dabei wurde die in Bau befindliche Müglitztalbahn durch Erdrutsche beschädigt.
- 6./7. September 1890

In Dresden erreichte die Elbe einen Stand von 8,37 Meter (Abfluss: 4350 m³/s).
- 29./30. April 1897

Ein im Gebiet des Luchberges niedergegangener schwerer Wolkenbruch mit Hagel führte zu Überschwemmungen in Glashütte. Hier lagen die Hagelkörner bis zu einem halben Meter hoch. Reinhardtsgrimma wurde durch eine 1,5 Meter hohe Flutwelle schwer geschädigt.
- 29./30. Juli 1897

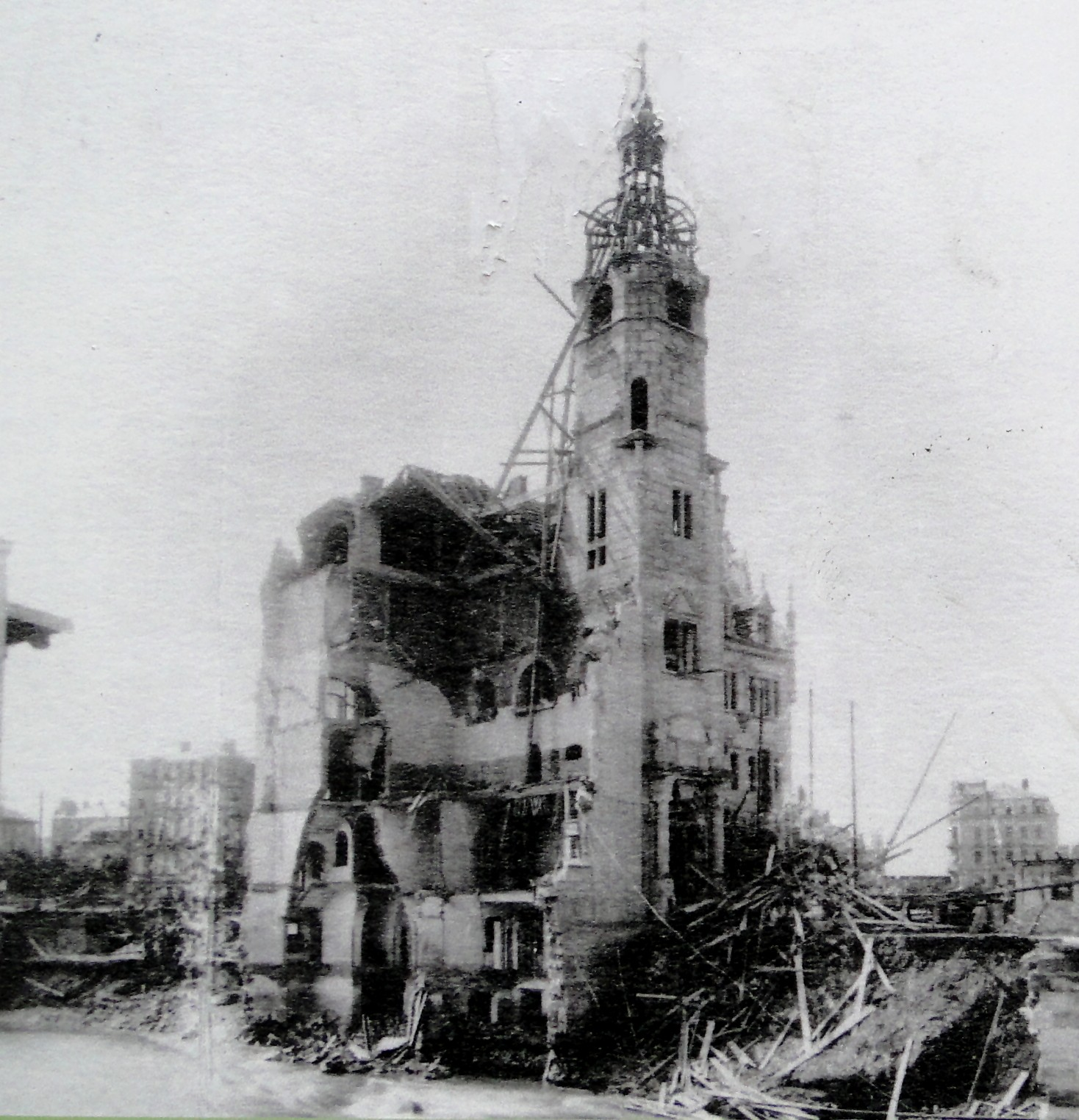
Blick auf das 1897 von der Weißeritz beschädigte Rathaus Löbtau

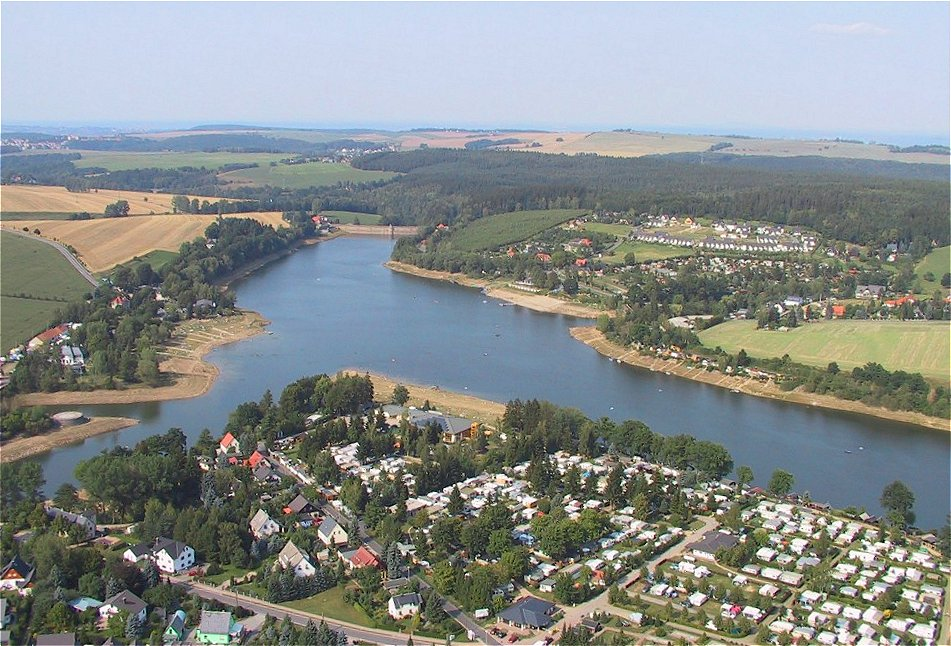
Blick auf die als Konsequenz aus dem Hochwasser vom 29./30. Juli 1897 errichtete Talsperre Malter

Zwanzig Tage andauernde Regenfälle und ein Wolkenbruch auf dem Erzgebirgskamm verursachten insbesondere im Osterzgebirge eine verheerende Hochwasserkatastrophe. Innerhalb eines Tages stiegen die Wasserstände durch 140 mm Niederschlag auf ein Vielfaches ihrer normalen Pegel. Im Tal der Roten Weißeritz zerstörte eine Flutwelle 320 Häuser, 130 Brücken und weite Abschnitte der Weißeritztalbahn, die erst am 9. September wieder durchgängig betrieben werden konnte. In Dresden überflutete der Fluss die Wilsdruffer Vorstadt. Insgesamt kamen entlang der Weißeritz 19 Menschen in den Fluten ums Leben. Als Konsequenz wurden zwischen 1908 und 1931 die Talsperren Malter, Klingenberg und Lehnmühle in den Weißeritztälern errichtet. Auch das Müglitztal wurde schwer getroffen. Allein Glashütte verzeichnete einen Schaden von 100.000 Reichsmark. Der Betrieb auf der erst sieben Jahre zuvor eröffneten Müglitztalbahn musste bis Oktober unterbrochen werden. Im Gottleubatal traten vor allem in Bad Gottleuba, Berggießhübel und Pirna schwere Schäden auf. In Gottleuba riss der bis 400 m³/s Wasser führende Fluss einen 22 Zentner schweren Braubottich problemlos mit sich. Die Mündung der Gottleuba in die Elbe verbreiterte sich von fünf Meter auf 70 Meter. Die Freiberger Mulde trat ebenfalls über die Ufer. In Dresden erreichte die Elbe am 2. August einen Pegel von 7,08 Meter (Durchfluss 2841 Kubikmeter je Sekunde). Außerhalb des Erzgebirges kam es insbesondere im Bereich von Lausitzer Neiße und Mandau zu schweren Überflutungen. Im Kloster St. Marienthal stand das Wasser 2,40 Meter hoch, in Ostritz 1,10 Meter. Entlang der Neiße wurden zehn Eisenbahnbrücken zerstört. In ganz Sachsen leistete die Feuerwehr in 152 und das Militär in 36 Gemeinden Hilfe.

## 20. Jahrhundert

### Bis 1950
- 7. August 1905

Wilsdruff wurde von den Fluten der Wilden Sau überflutet.
- 7. August 1908

Im Westerzgebirge treten ergiebige Niederschläge auf (Sauschwemme 120,1 mm Niederschlag; Carlsfeld 120,0 mm Niederschlag). In Carlsfeld zerstört ein Hochwasser der Wilzsch mehrere am Bach gelegene Häuser. Auch im Tal hinunter bis Wilzschhaus kommt es zu schweren Verwüstungen, die die Schmalspurbahn Wilkau-Haßlau–Carlsfeld mehrere Wochen außer Verkehr setzten. Auch im Tal der Großen Bockau, insbesondere in Wildenthal, kommt es zu Zerstörungen.
- 12. Mai 1912

In den Abendstunden wird das Gebiet zwischen Leipzig und Taucha von einem schweren Gewittersturm heimgesucht. Dabei werden durch einen Tornado in Sehlis etwa 50 Gebäude samt Schule und Kirche stark beschädigt bzw. zerstört. Der Sturm vernichtet zudem etwa 20.000 Festmeter Holz, wobei einige der umgeknickten Bäume bis zu 80 Zentimeter stark waren.
- 27. Mai 1916

Eine Windhose richtete in Chemnitz größere Sachschäden an. Dabei wurden Dächer abgedeckt und Bäume entwurzelt. Teile des Daches des Elektrizitätswerkes wurden 700 Meter weit durch die Luft geschleudert. Der Sachschaden wurde insgesamt auf 1,5 bis 2 Mio. Mark beziffert.
- 25. Mai 1925

In der um den Wilisch gelegenen Region zwischen Glashütte und Dippoldiswalde ging ein Starkregen mit Hagel nieder. Die Hagelkörner sollen nahe Glashütte bis zu einem Meter hoch gelegen haben. Auf den umliegenden Feldern wurden weite Teile der Ernte zerstört.
- 4.–6. Juni 1926

Tagelanger Regen ließ die Müglitz über die Ufer treten, dabei wurden Teile von Glashütte überflutet. Auch der Lockwitzbach führte Hochwasser.
- Juni 1926

Gewaltige Regengüsse im Gebirge, die Wassermassen rasen mit 42 Kubikmeter je Sekunde in die Maltertalsperre.
- 8. Juni 1927

Gewaltige Regengüsse überfluten den Lockwitzbach
- 8./9. Juli 1927

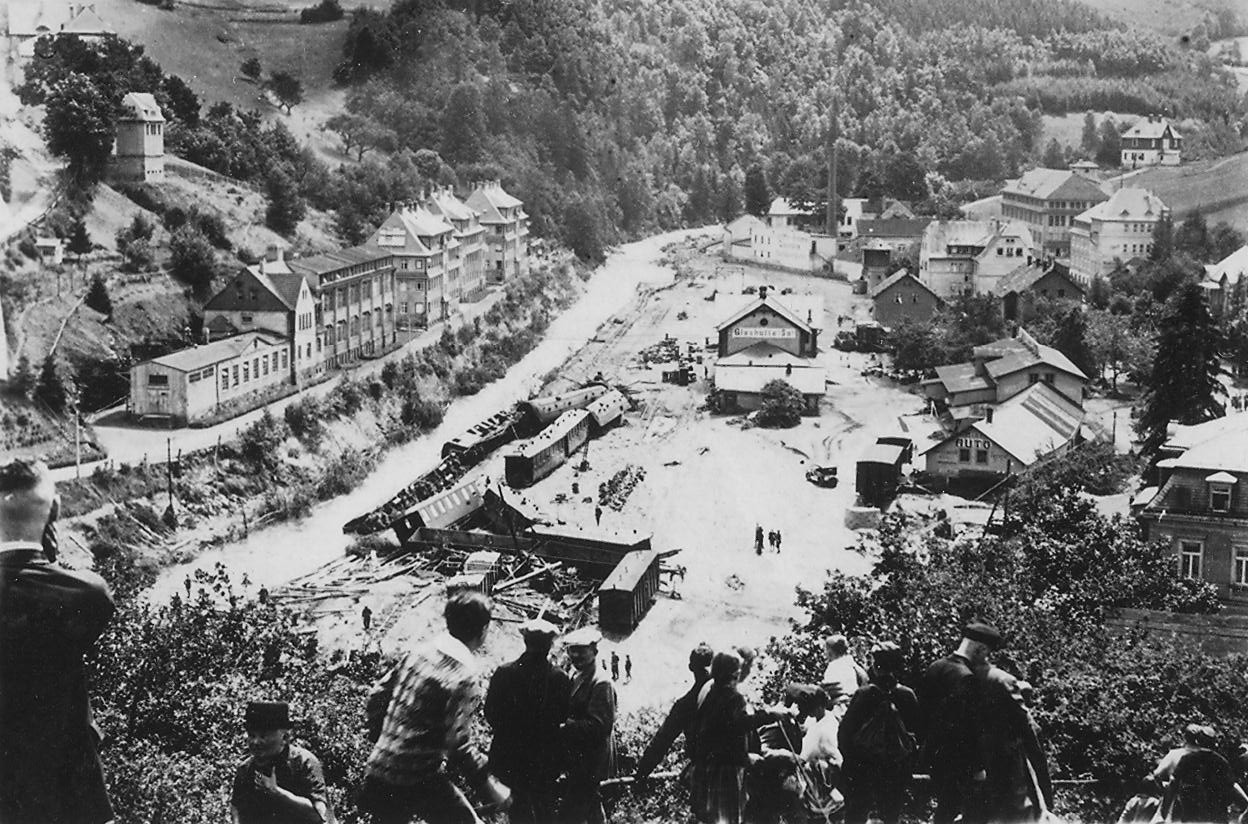
Glashütte nach dem Hochwasser am 8./9. Juli 1927

Im Osterzgebirge ereignete sich eine der schwersten Hochwasserkatastrophen der jüngeren Vergangenheit. Ausgelöst durch zwei intensive Wolkenbrüche fielen im Quellgebiet von Müglitz und Gottleuba innerhalb von 6 Stunden 230 mm Niederschlag. Die dadurch hervorgerufene Hochwasserkatastrophe traf mit meterhohen Flutwellen vor allem die Flusstäler der Müglitz, Gottleuba und Seidewitz und richtete gewaltige Schäden an. Die Schadensbilanz: 83 zerstörte Wohnhäuser, 113 zerstörte Nebengebäude, 265 beschädigte Häuser, 165 zerstörte und 72 beschädigte Straßenbrücken, 31 zerstörte Eisenbahnbrücken, 20 Kilometer zerstörte Eisenbahnstrecken, 15 Kilometer zerstörte und 30 Kilometer beschädigte Straßen und Wege. Den Fluten fielen etwa 160 Menschen zum Opfer, darunter allein 88 in Berggießhübel. Die Gesamtschadenssumme belief sich auf etwa 100 Millionen Reichsmark.
- 6. Juli 1931

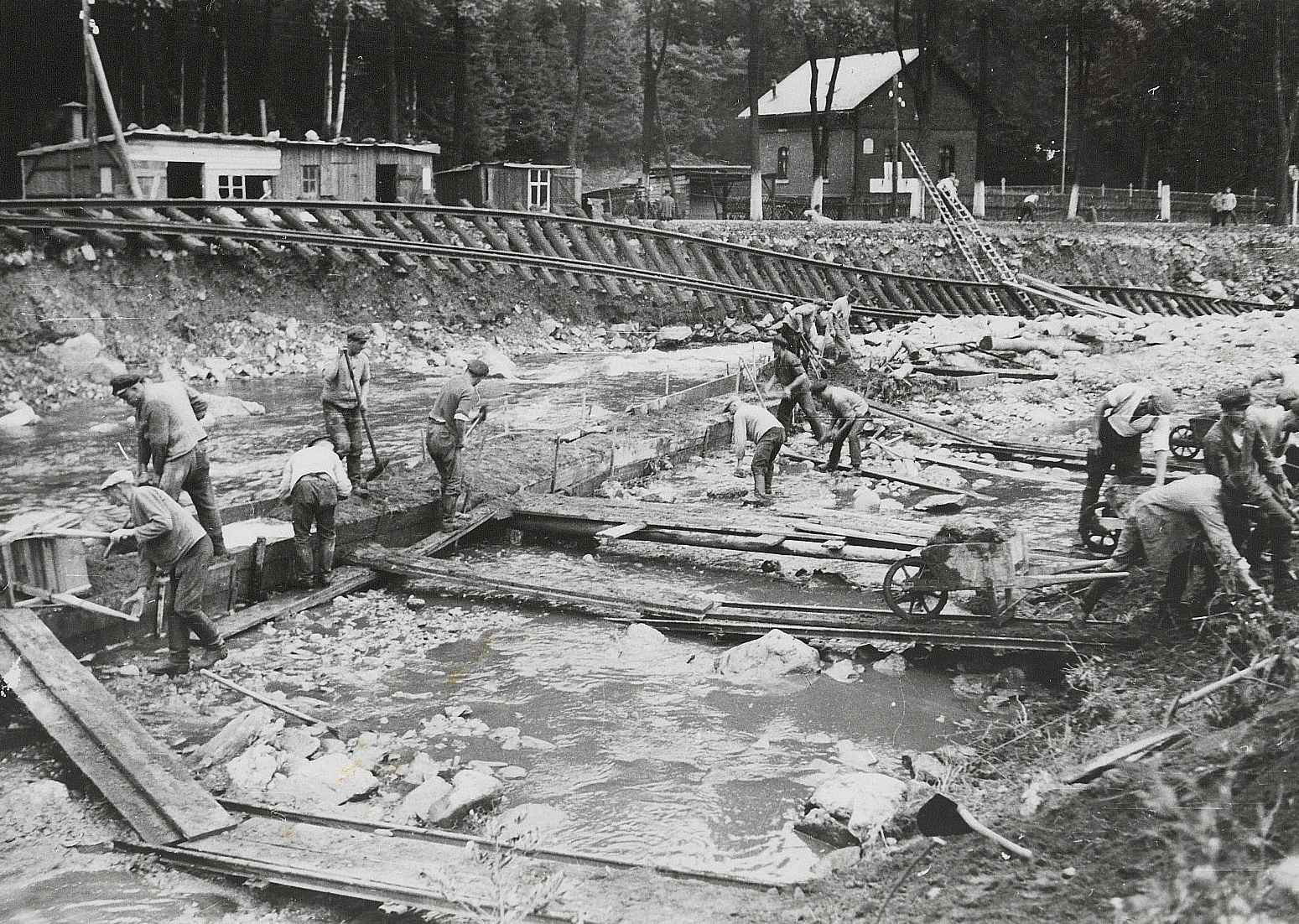
Hochwasser im Schwarzwassertal vom 6. Juli 1931, Bau des neuen Flussbettes an der Eisenbahnstrecke Antonsthal und Breitenbrunn

In den späten Nachmittagsstunden verursachte ein Gewitter im Gebiet des Kleinen Kranichsees (Johanngeorgenstadt 138,7 mm Niederschlag; Jelení (Hirschenstand) 79,7 mm Niederschlag) eine schwere Sturzflut im Schwarzwassertal. In Johanngeorgenstadt soffen die tieferen Sohlen des Bergwerks Frisch Glück ab, so dass der Abbau zeitweise ruhte. In Unterjugel und Wittigsthal wiesen viele Häuser Hochwasserschäden auf, teilweise türmte sich das Geröll bis an die Dächer. Zwischen Johanngeorgenstadt und Schwarzenberg wurde das Tal nahezu komplett verwüstet. Zahlreiche Häuser, Fabriken und Sägewerke sowie die Anlagen der Talstraße und der Bahnstrecke Schwarzenberg–Johanngeorgenstadt waren zerstört oder beschädigt. Der durchgehende Eisenbahnverkehr wurde erst am 2. September wieder aufgenommen. Schwarzenberg selbst wurde von einer über einen Meter hohen Flutwelle getroffen. Die Zerstörungen waren so groß, dass die Stadt zeitweise von der Außenwelt abgeschnitten war. Die Sturzflut forderte ein Todesopfer, der Gesamtschaden betrug etwa 18 Millionen Reichsmark.
- Januar 1932

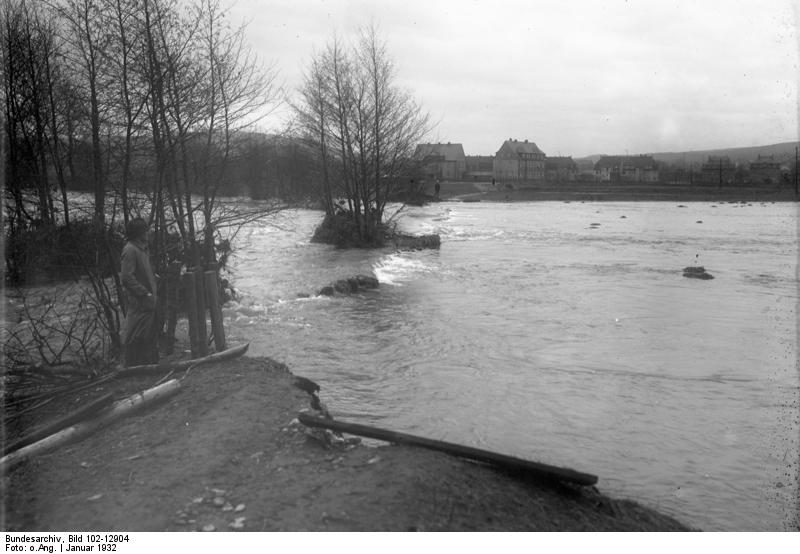
Überschwemmungen nach dem Dammbruch der Flöha im Januar 1932

Plötzlich einsetzendes Tauwetter und anhaltende Niederschläge führen im Raum Chemnitz zu Überschwemmungen. In Jelení (Hirschenstand) wurden 190,3 mm Niederschlag registriert, in Carlsfeld-Weiterswiese 150,0 mm und Carlsfeld 104,9 mm. Der Wasserstand der Chemnitz erhöhte sich bis zum 4. Januar innerhalb nur eines Tages um zwei Meter auf 3,15 Meter. Dadurch wurden Teile der Innenstadt zum Teil meterhoch überschwemmt. Weitere Landstriche wurden nach einem Dammbruch durch die Flöha überschwemmt.
- 17. September 1934

Ein schwerer Wolkenbruch ging mit Hagelschlag über dem mittleren Müglitztal nieder. Weite Teile von Glashütte standen bis zu 50 Zentimeter unter Wasser. In Niederfrauendorf erreichte die Flutwelle des Lockwitzbaches eine Höhe von 2 m. Der Gesamtschaden belief sich auf etwa 300.000 Reichsmark.
- 13. Mai 1948

Ein Wolkenbruch ließ die Müglitz über die Ufer treten. Dabei wurde die im Tal befindliche Gaststätte Schüllermühle zerstört.

### Nach 1950
- Juli 1954

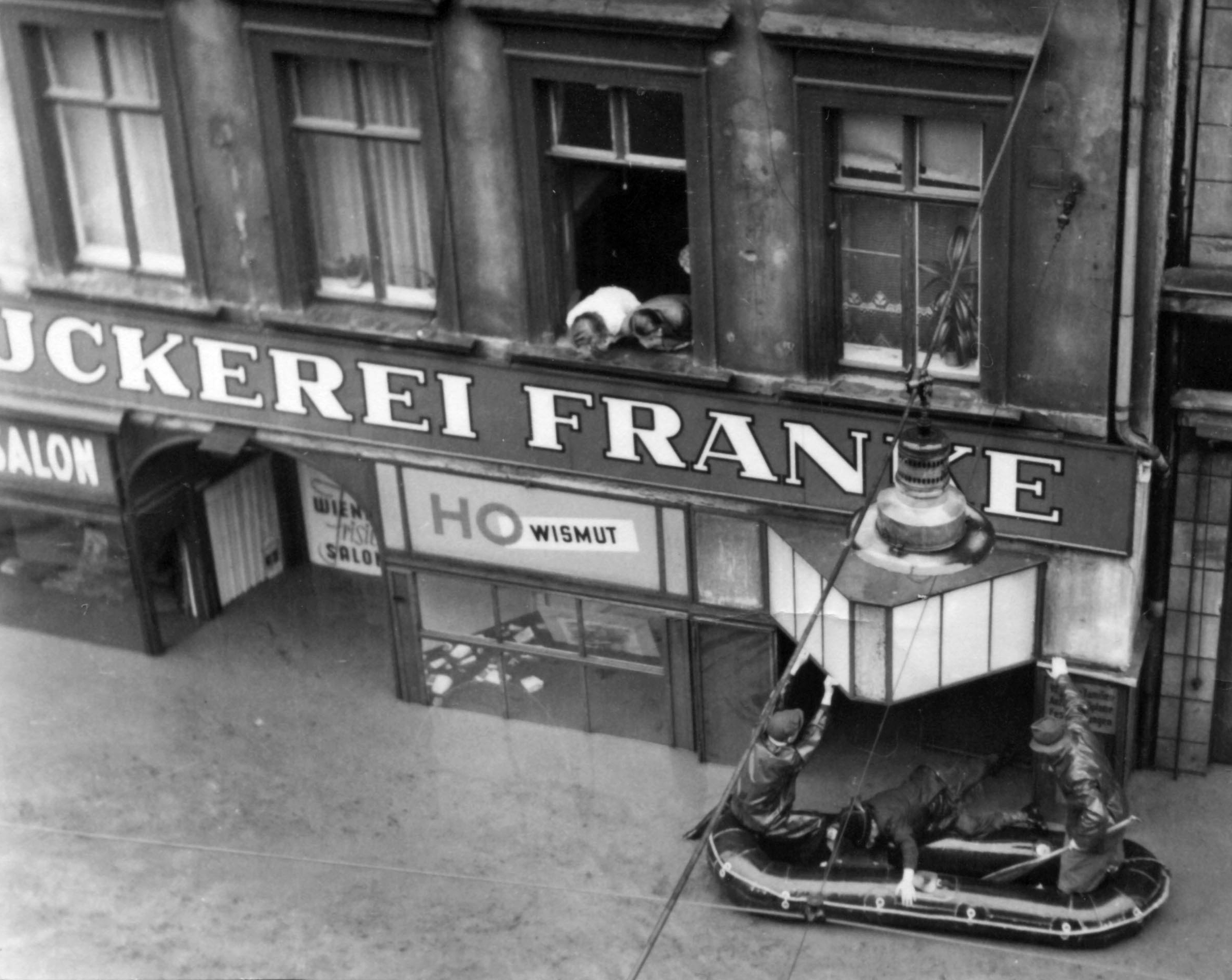
Die überschwemmte Zwickauer Innenstadt am 10. Juli 1954 nach Hochwasser und Dammbrüchen

Die Einzugsgebiete von Weißer Elster, Mulde und Elbe waren von lang anhaltenden und starken Niederschlägen betroffen. Dabei fielen im Erzgebirge und seinem Vorland in kurzer Zeit teils mehr als 200 mm Niederschlag (Schönheide am 9. Juli 103,5 mm Niederschlag, am 10. Juli 158,0 mm Niederschlag).
Im Vogtland verursachte das Hochwasser Schäden an Verkehrswegen, auch der Eisenbahn, an Brücken und Gebäuden.
Infolge eines Deichbruches wurde die Zwickauer Innenstadt bis zu zwei Meter hoch überflutet. Am Zwickauer Hauptmarkt stand das Wasser 2,10 Meter hoch.
In Grimma erreichte die Mulde einen Stand von 5,96 Meter (Normalwert: 1,43 Meter). Das Leipziger Stadtgebiet nahe dem (Weiße-)Elsterflutbecken war geflutet. Die Weißeritz brachte die Talsperre Malter zum Überlaufen und richtete im unteren Flussabschnitt schwere Schäden an. In der Bezirkshauptstadt Dresden setzte der Fluss die Wilsdruffer Vorstadt unter Wasser. Die Elbe erreichte dort am 12. Juli einen Pegel von 6,74 Metern (Durchfluss 2350 m³/s).
- 20. Juli 1955

In den Abendstunden kam es im Fichtelberggebiet zu einem Starkregen, der ein Hochwasser im Schwarzwassertal verursachte. In der zwei Meter hohen Flutwelle starben sieben Menschen, der Verkehr auf der Schmalspurbahn Wolkenstein–Jöhstadt war wegen der Beschädigungen am Bahnkörper vier Wochen lang unterbrochen.
- 23. Juli 1957

Im Osterzgebirge verursachte eine Vb-Wetterlage Wolkenbrüche und schwere Überschwemmungen in den Tälern von Biela, Gottleuba, Seidewitz, Müglitz und Weißeritz. Pirna erlebte die größte Überflutung des Stadtgebietes in der Geschichte, da die zur Elbe strömenden Wassermassen der Gottleuba am Damm der Elbtalbahn gestaut wurden und in die Stadt zurückflossen. Der im Hochwassergebiet entstandene Gesamtschaden belief sich auf etwa 100 Millionen Mark.
- 5./6. Juli 1958

Ein schwerer Gewitterregen verursachte nur ein Jahr nach der Flut von 1957 erneut schwere Schäden in den Tälern von Weißeritz, Gottleuba und Müglitz sowie deren Nebenflüssen. Das Niederschlagszentrum lag im Raum Tharandt – Dresden. Hier wurden zwischen dem 3. Juli und dem 6. Juli 1958 ein Niederschlag in Höhe von 190 mm gemessen. Am Pegel Neundorf erreichte die Gottleuba einen Abfluss von 115 m³/s. Pirna wurde wie schon 1957 von den Wassermassen der Gottleuba erneut großflächig unter Wasser gesetzt. In Dohna wurde am Pegel der Müglitz ein Abfluss von 163 m³/s registriert. Die Müglitztalbahn musste wie schon im Jahr zuvor ihren Betrieb wegen Gleis- und Brückenunterspülungen für mehrere Tage einstellen. In Dölzschen erreichte der Abfluss der Weißeritz einen Wert von 230 m³/s. Daraufhin kam der Verkehr im Plauenschen Grund zum Erliegen. Im Stadtgebiet von Dresden verließ die Weißeritz ihren kanalisierten Lauf und floss entlang des historischen Verlaufs durch Friedrichstadt und die Wilsdruffer Vorstadt zur Elbe. Tharandt und Hartha wurden vom Schloitzbach bzw. Todbach überflutet. Dabei ertranken vier Menschen, darunter drei Feuerwehrleute. In Tharandt brachte der Bach ein Haus zum Einsturz. Im Einzugsgebiet des Lausenbachs im Norden Dresdens wurden damals die höchsten Pegelstände seit Beginn der Aufzeichnungen beobachtet. Die Gesamtschäden beliefen sich im Hochwassergebiet auf bis zu 50 Millionen Mark.
Die Hochwasserereignisse vom Juli 1957 und Juli 1958 führten im Osterzgebirge zum Aufbau eines Systems von Hochwasserschutzanlagen bestehend aus den Rückhaltebecken Buschbach (1958–64), Mordgrundbach (1960–66), Liebstadt (1961–67), Reinhardtsgrimma (1965–69), Friedrichswalde-Ottendorf (1965–70) sowie der Talsperre Gottleuba (1965–74).
- 17. bis 21. Juli 1981

Mehrtägige Regenfälle, Gewitter und Wolkenbrüche im Einzugsgebiet der Lausitzer Neiße ließen den Fluss auf einen Höchststand seit Jahrzehnten anschwellen. In Görlitz fielen binnen vier Tagen über 200 Liter Regen pro Quadratmeter.
- 23. Juli 1981

Starke Niederschläge in Böhmen ließen die Elbe in Dresden auf 6,63 Meter ansteigen (Durchfluss 2310 m³/s). Naturkatastrophe im Bielatal.
- 9./10. August 1981

Im oberen Tal der Roten Weißeritz verursacht ein plötzlich auftretender starker Gewitterregen Zerstörungen nahe Kipsdorf.
- 21. bis 23. Oktober 1981

Intensiver Dauerregen führte zum zweiten Neißehochwasser innerhalb von drei Monaten.
- 6. Juli 1992

Durch einen Wolkenbruch fielen in der Region um Brand-Erbisdorf innerhalb von nur 210 Minuten etwa 170 Millimeter Niederschlag. Die Wassermassen verursachten Schäden in Höhe von mehreren Millionen Euro und kosteten einen Menschen das Leben.
- 22. Juni 1998

Eine Windhose schlägt eine über 20 Kilometer lange, gerade Schneise in den Wald des oberen Vogtlandes. Von Falkenstein über Tannenbergsthal (Jägersgrün) nach Carlsfeld werden auf einer Breite von ca. 300 Metern sämtliche Bäume umgeknickt. Erheblicher Schaden entsteht an Wohnhäusern in Falkenstein und am ehemaligen Bahnhof von Jägersgrün.
- 5. Juli 1999

Im Tal der Schwarzen Pockau kommt es zu schweren Hochwasserschäden, da infolge eines abendlichen Wolkenbruches binnen 90 Minuten bis zu 160 Millimeter Niederschlag fielen. Zwischen Pockau und Marienberg wurden mehrere Wohnhäuser und Gewerbebauten zerstört. Auch die im Tal verlaufenden Verkehrswege erlitten starke Beschädigungen. Der zehn Meter hohe Bahndamm der Eisenbahnstrecke Pockau–Marienberg wurde an einer Stelle auf 30 Metern Länge weggeschwemmt, so dass der Zugverkehr eingestellt werden musste.

## 21. Jahrhundert
- 13. August 2002

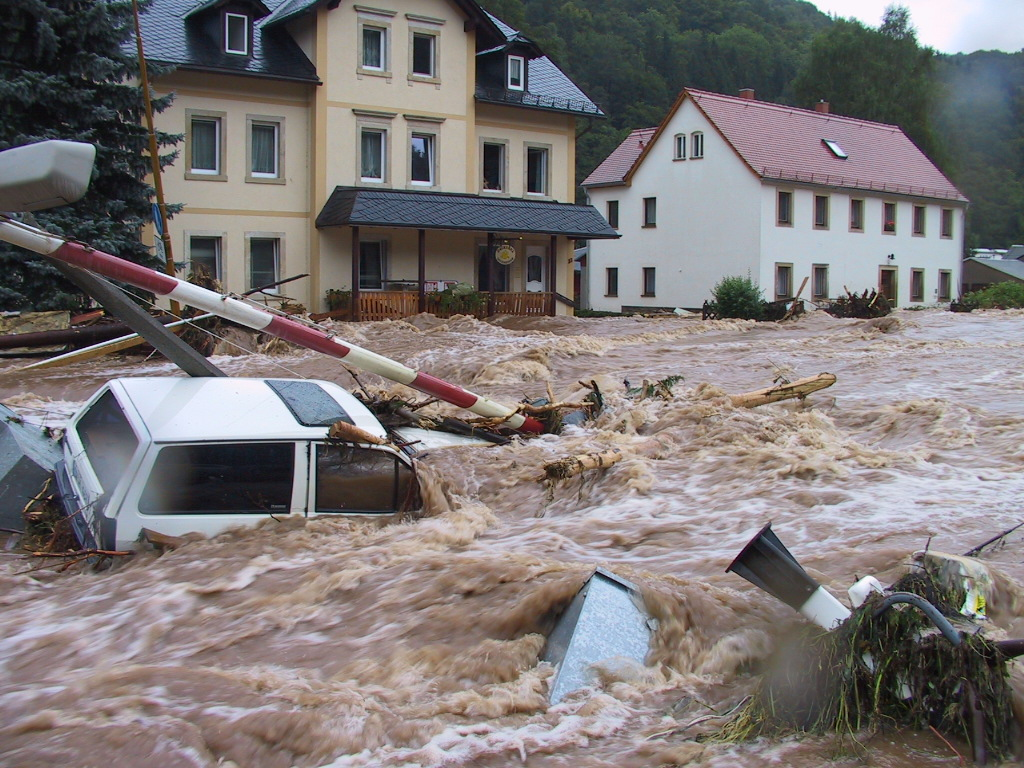
Müglitz in Schlottwitz am 13. August 2002

Im August 2002 traf ein durch eine Vb-Wetterlage ausgelöstes und als Jahrhunderthochwasser bezeichnetes Hochwasser insbesondere die Elbe und ihre Nebenflüsse. Insgesamt kamen in den Fluten im Freistaat 20 Menschen ums Leben, der Sachschaden belief sich auf etwa 6 Milliarden Euro.
- 29. Juli 2005

Ein Tornado richtet schwere Zerstörungen im Waldgebiet des Erzgebirgskammes zwischen Jelení und Antonsthal an. Der Sturm schlug eine 150 Meter breite Schneise bei Steinbach durch den Wald und deckte Teile des Daches des Krankenhauses Erlabrunn ab.
- März / April 2006

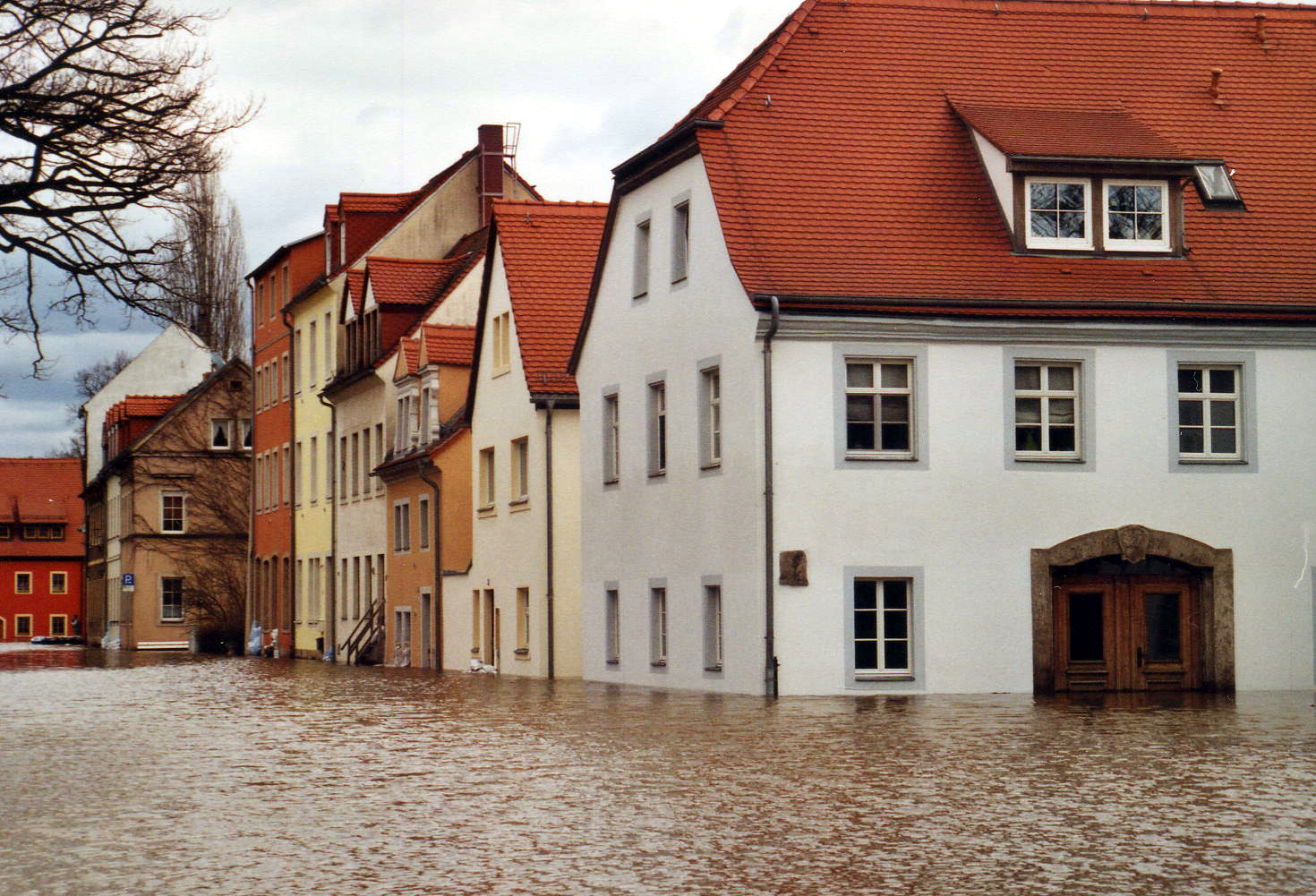
Die Elbe am Steinplatz in Pirna am 31. März 2006

Tauwetter und Niederschläge riefen Ende März ein überdurchschnittlich starkes Frühjahrshochwasser an der Elbe hervor. Im Gegensatz zur Jahrhundertflut von 2002 traten an den Elbnebenflüssen im Osterzgebirge keine größeren Schäden auf. Die Elbe erreichte in Dresden am 4. April einen Pegel von 7,49 Meter, das sind etwa 2 Metern unter dem Rekordpegel von 2002. In der sächsischen Landeshauptstadt und weiteren Elbstädten wie Bad Schandau, Pirna und Meißen wurden Keller und einzelne Häuser überflutet. Kennzeichen des Frühjahrshochwassers war sein langgestreckter Hochwasserscheitel.
- 24. Mai 2010

Im Gebiet um Großenhain richtet ein Tornado der Stärke F2+ auf der Fujita-Skala erhebliche Schäden an. In zahlreichen Orten wurden Dächer abgedeckt und Bäume umgeknickt. In Großenhain wurden mehr als 3.000 Gebäude teilweise schwer beschädigt, in den Ortsteilen Walda und Kleinthiemig wurden 80 Prozent der Hausdächer zerstört. Der markante 96 Meter hohe Ziegelschornstein der Papierfabrik stürzte ein. Die Schäden allein an öffentlichen Gebäuden betragen rund 8 Millionen €. Der Sturm forderte ein Todesopfer und etwa 50 Verletzte. Verursacht wurde der Tornado durch labil geschichtete Luftmassen, die auf wärmere Luft trafen und sich in schweren Gewittern mit bis zu 40 Liter Niederschlag pro Quadratmeter entluden.
- August 2010

Ein Tief über Oberitalien sorgte vom 6. bis 8. August für teils heftigen Dauerregen im gesamten Freistaat. Von teilweise starken Überschwemmungen waren insbesondere die Region um Chemnitz, die Gemeinden an der Lausitzer Neiße und die Sächsische Schweiz betroffen. In Chemnitz erreichte die Chemnitz am 7. August einen Pegelstand von 3,55 Meter, die Zwönitz einen Stand von 2,70 Meter und die Würschnitz einen Stand von 2,15 Meter. Innerhalb des Stadtgebietes standen zahlreiche Straßen unter Wasser, der Straßenbahnverkehr wurde auf mehreren Linien eingestellt.
Im nahegelegenen Neukirchen ertranken drei Menschen, als sie beim Versuch, Gegenstände aus dem Keller zu bergen, von den Wassermassen überrascht wurden. Im Süden des Landkreises Görlitz wurde Katastrophenalarm ausgelöst, nachdem der Pegel der Neiße dramatisch anstieg. Mitverursacht wurde dieser Anstieg durch einen Bruch der Staumauer des in Polen gelegenen Witka-Stausees. Innerhalb weniger Stunden stieg der Pegel der Neiße in Görlitz auf über 7 Meter (Normalstand im Jahresmittel: 1,70 Meter). Etwa 1000 Menschen mussten vor den Wassermassen evakuiert werden. In Zittau, Großschönau, Seifhennersdorf, Olbersdorf und Ostritz wurden ebenfalls zahlreiche Häuser überflutet. Auch in Bautzen wurde ein Haus durch die Wassermassen zerstört, viele Gebäude in Mitleidenschaft genommen. Große Teile der Oberlausitz waren betroffen. Bei Hartau durchbrach der Kristýnasee den Damm zur Neiße. Auch in Teilen des Landkreises Sächsische Schweiz-Osterzgebirge wurde Katastrophenalarm ausgelöst, nachdem mehrere kleinere Nebenflüsse der Elbe über die Ufer traten. In Königstein, bei Oybin und Lückendorf kam es zu Erdrutschen. Der Eisenbahnverkehr zwischen Deutschland und Tschechien musste auf der Elbtalbahn unterbrochen werden. In ganz Sachsen fiel in rund 11.000 Haushalten der Strom für mehrere Stunden aus. Schon am 16. August kam es an einigen Flüssen erneut zu Hochwasser.
- Mai/Juni 2013

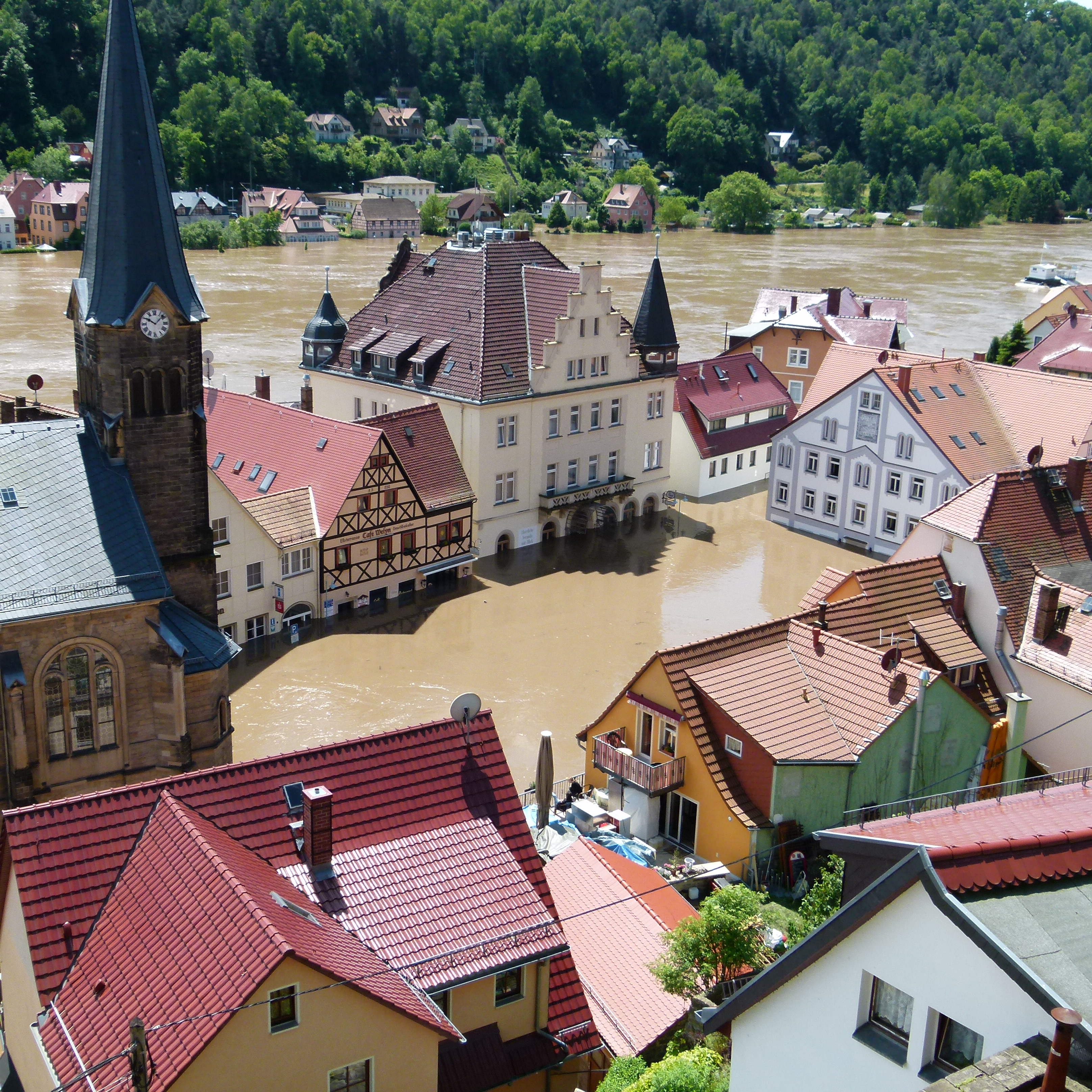
Überflutung der Elbe in Stadt Wehlen am 5. Juni 2013

Die Tiefdruckgebiete Christopher, Dominik, Frederik und Günther verursachten im Rahmen einer Vb-Wetterlage ab der letzten Mai-Dekade ergiebige, lang andauernde und teilweise unwetterartige Niederschläge in Sachsen. Dabei wurden Ende Mai/Anfang Juni folgende Niederschlagswerte registriert:
| Messstelle               | Niederschlag 29.05. (mm) | Niederschlag 30.05. (mm) | Niederschlag 31.05. (mm) | Niederschlag 01.06. (mm) | Niederschlag 02.06. (mm) | Niederschlag 03.06. (mm) | Summe Niederschlag 29.05.–03.06. (mm) |
| ------------------------ | ------------------------ | ------------------------ | ------------------------ | ------------------------ | ------------------------ | ------------------------ | ------------------------------------- |
| Talsperre Werda          | 000                      | 005                      | 058                      | 027                      | 050                      | 051                      | 191                                   |
| Talsperre Carlsfeld      | 000                      | 003                      | 046                      | 013                      | 096                      | 028                      | 196                                   |
| Talsperre Eibenstock     | 000                      | 001                      | 055                      | 027                      | 089                      | 046                      | 218                                   |
| Talsperre Stollberg      | 000                      | 006                      | 057                      | 024                      | 047                      | 057                      | 191                                   |
| Talsperre Neunzehnhain I | 000                      | 006                      | 042                      | 009                      | 061                      | 061                      | 179                                   |
| Talsperre Lichtenberg    | 008                      | 001                      | 042                      | 008                      | 062                      | 072                      | 193                                   |
| Speicher Altenberg       | 001                      | 006                      | 046                      | 011                      | 073                      | 055                      | 192                                   |
| Talsperre Gottleuba      | 010                      | 004                      | 039                      | 004                      | 034                      | 048                      | 131                                   |
| Talsperre Bautzen        | 024                      | 006                      | 011                      | 003                      | 012                      | 028                      | 084                                   |

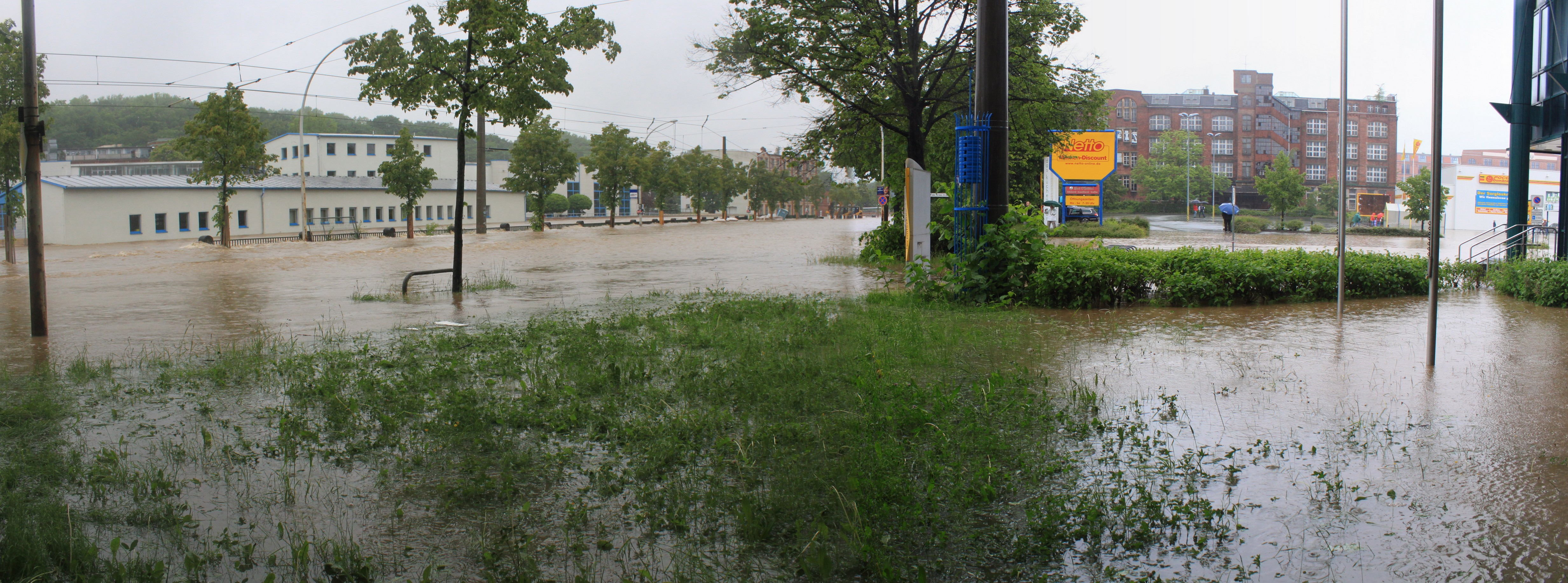
Überflutung der Annaberger Straße (B 95) in Chemnitz am 2. Juni 2013

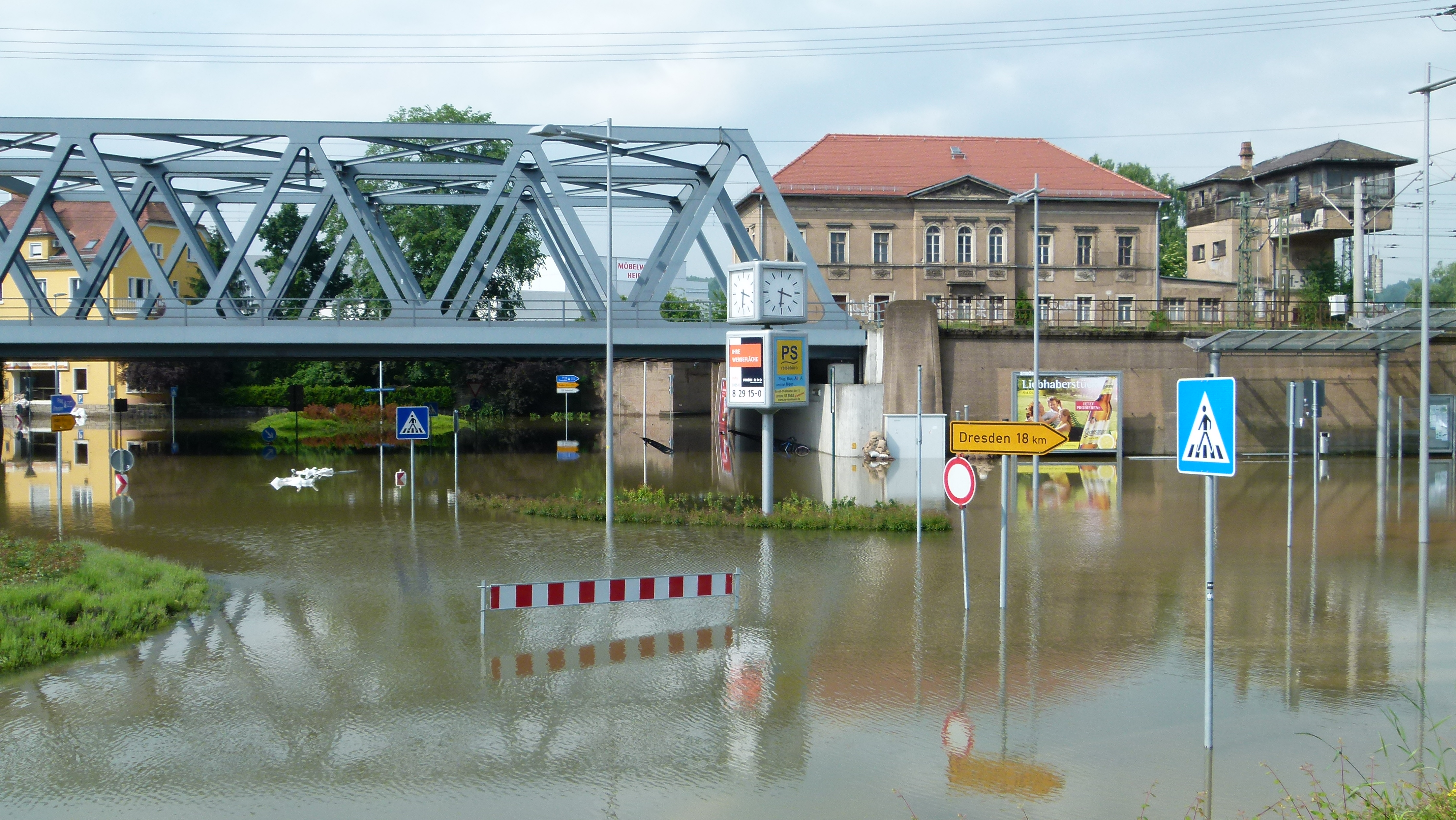
Überflutung der Elbe am Bahnhof Heidenau am 7. Juni 2013

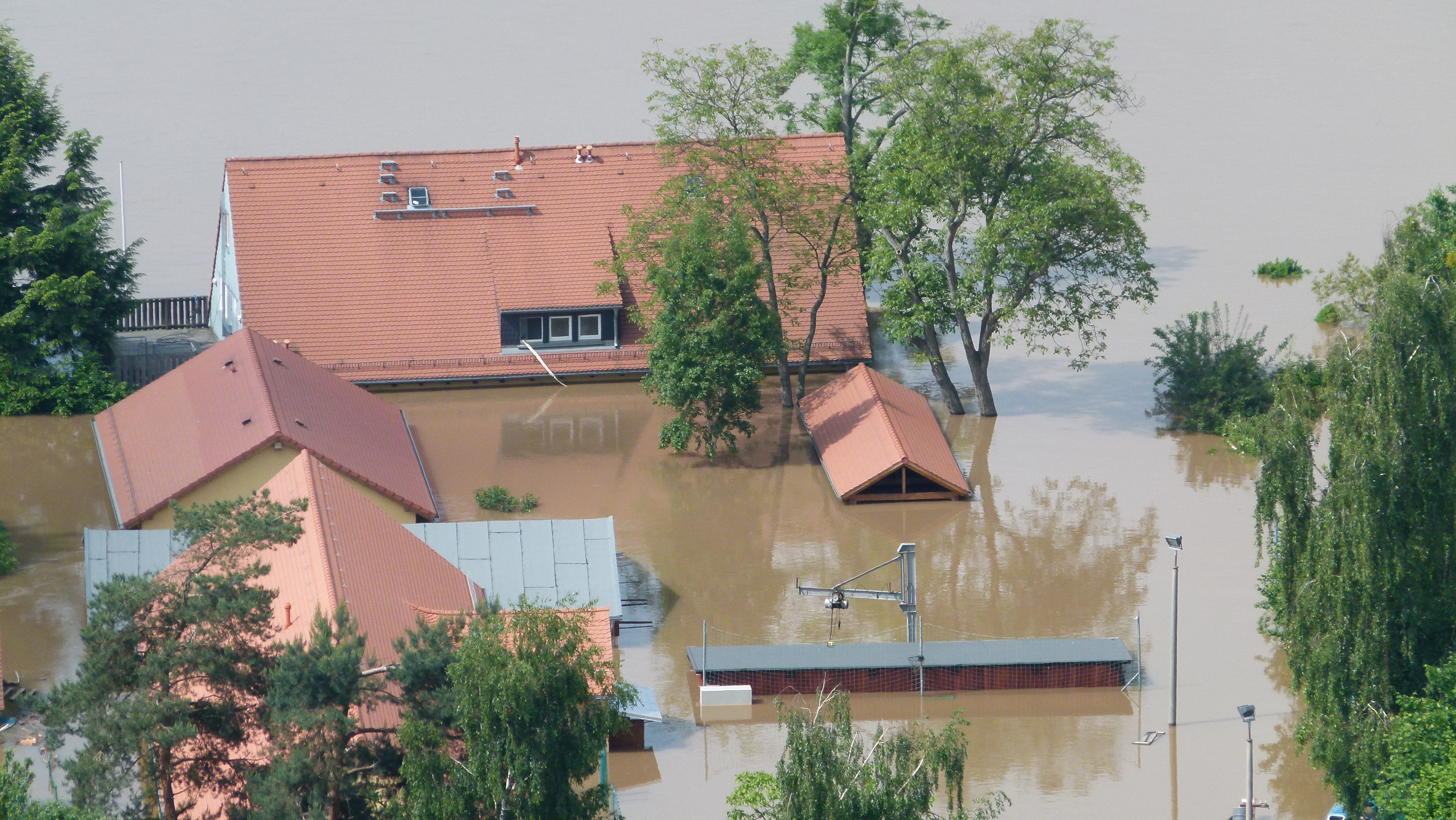
Überflutung der Elbe in Dresden am 6. Juni 2013

An zahlreichen Flüssen wurde Anfang Juni die Hochwasserwarnstufe 4 (Hochwasserabwehr) erreicht. Nach Überschreiten dieser Warnstufe wurde in den drei kreisfreien Städten Chemnitz, Leipzig und Dresden sowie in weiteren sieben Landkreisen des Freistaates Katastrophenalarm ausgelöst.
Besonders vom Hochwasser betroffen war zunächst vor allem Westsachsen und das Vogtland mit den Flussgebieten von Freiberger und Zwickauer Mulde, die Vereinigte Mulde und die Weiße Elster. Teile der Gemeinden Colditz, Döbeln, Glauchau, Grimma, Rochlitz, Trebsen, Wechselburg, Wilkau-Haßlau sowie von Zwickau (Schlunzig) standen unter Wasser und wurden teilweise evakuiert. In Eilenburg wurde die Innenstadt geräumt und etwa 7.000 Menschen anderweitig untergebracht. Auch Chemnitz, Flöha und Frankenberg/Sa. waren durch Überschwemmungen erheblich betroffen.
Die Talsperren und Speicherbecken Pirk, Eibenstock, Sosa, Stollberg, Neunzehnhain I und Neunzehnhain II, Witznitz, Radeburg I, Bautzen und Quitzdorf erreichten ab dem 2. Juni ihr Vollstau-Limit (Einstau außergewöhnlicher Hochwasserrückhalteraum IAHR) und liefen über.
Am Nachmittag des 3. Juni erreichten auch die Pegelstände der Elbe in Schöna und Riesa sowie die Große Röder in Großdittmannsdorf und die Lausitzer Neiße in Görlitz die Hochwasserwarnstufe 4.
Im Oberen Elbtal begannen ab dem 3. Juni Evakuierungsmaßnahmen in den flussnahen Siedlungsbereiche zwischen Schmilka und Dresden. Bis zum 5. Juni wurden im Landkreis Sächsische Schweiz-Osterzgebirge 8.670 Personen vor den Fluten der Elbe evakuiert, darunter allein 7.700 in Pirna.
Am 4. Juni entspannte sich die Hochwasserlage in Westsachsen langsam, die Pegel an Weißer Elster und den beiden Mulden sanken deutlich. Nur an den Pegelmessstellen um Leipzig an Parthe, Weißer Elster und der Vereinigten Mulde wurde weiterhin Hochwasserwarnstufe 4 ausgerufen.
Dagegen stieg der Elbpegel weiter an, in Schöna wurde am 6. Juni um 4 Uhr nachts der Höchststand von 10,65 Metern erreicht (Abfluss: 3830 m³/s). Die Innenstädte von Bad Schandau, Königstein, Stadt Wehlen und Pirna wurden überflutet. Dabei wurden Teile dieser Städte auch durch den Rückstau der in die Elbe einmündenden Flüsse Kirnitzsch, Biela und Gottleuba überflutet. Die Stadtbrücke Pirna wurde wegen Überflutung der Zu- und Abfahrten für den Verkehr gesperrt. Zudem musste der Verkehr der S-Bahn-Linie S 1 zwischen Heidenau und Schöna eingestellt werden.
In Dresden erreichte die Elbe am 6. Juni um 10 Uhr den Höchststand von 8,76 Metern (Abfluss: 4380 m³/s). Hier waren viele elbnahe Stadtteile wie Pillnitz, Laubegast und Gohlis von Überschwemmungen betroffen. Insgesamt wurden etwa 1656 Hektar des Stadtgebietes überflutet (2002: 3100 Hektar). Etwa 23.500 Menschen mussten aus ihren Wohnungen evakuiert werden. Das Blaue Wunder und die Brücke Niederwartha waren für den Verkehr gesperrt.
Im weiteren Elbverlauf wurden auch Teile von Radebeul, die Altstadt von Meißen und Teile von Riesa überflutet. Auch die Riesaer Elbbrücke musste für den Verkehr gesperrt werden.
Am 5. Juni mussten in Nordsachsen wegen eines überlaufenden Sees mehrere Dörfer zwangsevakuiert werden. Vor allem für das am Seelhausener See gelegene Löbnitz und dessen Ortsteil Sausedlitz war die Gefahr von Überschwemmungen und Erdabbrüchen sehr groß. Zur Entlastung des Seelhausener Sees wurde an der Mulde ein Damm gesprengt, um weiteres Volllaufen zu verhindern.
Am 9. Juni waren im Erzgebirge, der Sächsischen Schweiz und der Oberlausitz erneut unwetterartige Starkniederschläge mit Hagel zu verzeichnen. Dabei wurde z. B. an der Talsperre Lehnmühle binnen einer Stunde ein Niederschlag von 61 mm gemessen. In Schmiedeberg lagen Schnee und Hagel bis zu einem Meter hoch. Die Wasserstände einer Reihe von kleinen Flüssen stieg binnen kurzer Zeit teils erheblich an. So erhöhte sich der Pegel der Sebnitz in Sebnitz innerhalb von 6 Stunden von 58 cm auf 167 cm. Lokal traten in zahlreichen Orten Überschwemmungen und Hangrutschungen auf. betroffen waren u. a. Teile der Gemeinden Aue, Ebersbach-Neugersdorf, Hartmannsdorf-Reichenau, Hochkirch, Rochlitz, Schmiedeberg, Weißenberg und Zschorlau.
Vom Junihochwasser waren insgesamt 295 der 438 Gemeinden betroffen. In 127 Gemeinden wurde Katastrophenalarm ausgelöst. Die vorläufige Schadenshöhe wurde auf etwa 2 Milliarden € beziffert (Stand: 25. Juni 2013). Im Vergleich dazu beliefen sich die Schäden des Hochwassers 2002 auf etwa 6,2 Milliarden €.
- Mai 2014

Am 27. Mai 2014 sorgten eng begrenzte, aber sehr starke, konvektive Niederschläge für örtliche Überflutungen vor allem im Raum Dresden und Meißen. Durch Schlammlawinen wurden Straßenzüge überflutet und der Asphalt unterspült. Kleinere Bäche und Flüsse traten lokal über die Ufer und überfluteten mehrere Ortschaften. Die Schäden sind noch nicht absehbar.